# Новітній період в історії Почаївського монастиря
Новітній період в історії Почаївського монастиря – період Новітньої історії в Почаївському монастирі від 1914 року до нашого часу.

## Часи першої світової війни та національно-визвольних змагань (1914—1920 роки)
У 1914 році на вимогу австрійського уряду, стривоженого популярністю архієпископа Волинського і Житомирського, священноархімандрита Почаївської лаври Антонія (Храповицького) в Галичині, він був переведений на Харківську кафедру. На його місце був призначений інший відомий ієрарх архієпископ Євлогій (Георгієвський), що також став, як і всі його попередники, священноархімандритом Почаївської Лаври. За згадками владики Євлогія, монахів у Лаврі в той час було чоловік 200. Також він згадував: «Братія добра, скромна, не дуже дисциплінована, дещо була втягнута в політику. Намісник Лаври, підстаркуватий о. Паісій, на неї впливати, очевидно, не міг. Головну роль в Лаврі грала Почаївська друкарня і архімандрит Віталій (Максименко), що її очолював. Монахи, що обслуговували друкарню (їх було чоловік 30-40), разом зі своїм головою, представляли щось на зразок „держави в державі“. У них була своя церква, вони мали свій гуртожиток — окремий корпус… Призначення друкарні було не стільки для поширення релігійної освіти в народі, скільки політична боротьба „типографщиків“ в дусі „Союзу російського народу“ з усіма, що думають по іншому ».
9 червня 1914 року під головуванням владики Євлогія в Почаївській Лаврі відбувся з'їзд благочинних Волинської єпархії. Основна тема з'їзду — пожвавлення у приходах діяльності приходських братств, звільнення їх від політики. Був прийнятий новий устав, за яким ці братства повинні були бути реорганізовані. Але, цим планам не судилося здійснитися, бо вже 1 серпня 1914 року Російська імперія, на території якої знаходилася Почаївська лавра, була втягнута у Першу світову війну. Оскільки лавра знаходилася неподалік від фронту, владика Євлогій розпорядився перетворити лаврську лікарню в перев'язувальну для поранених солдат, а монахи взяли на себе обов'язки братів милосердя.
Але вже у другій половині 1915 року почався відступ російських військ. По дорогам йшли військові частини, підпалюючи інтендантські склади, хліб, домівки; повсюди тягнуло гаром, можна було бачити заграви багатьох пожеж. У той рік весь врожай на Волині був спалений. Про цей, тривожний для монастиря, час владика Євлогій згадує: Я поїхав до Почаєва. Зібрав монахів, щоб попередити їх про біду, що наближається. Дивлюсь, лиця у них похмурі, трагічні…
- Ворог близько, отці, — звернувся я до братії. — Може бути, Почаїв перейде в його руки. Чи думаєте ви залишитися або тікати? Залишитись, звісно, — подвиг, а подвигу вимагати не можна. Якщо б залишились, ви увінчали б Лавру славою, заслуга ваша була б велика… Потім про вас будуть говорити: ось які стійкі були почаївські іноки! А я усім, хто залишиться, низько поклонюся. В окрузі велика потреба у требах, священики — люди сімейні, їм залишатися важко, а ми, монахи, нічим не зв'язані. Я не наказую, а надаю вашій совісті вирішити: залишитися або поїхати. У кого нема мужності, хай їде — його судити не можу, не маю права.
Подумали монахи, подумали — розділилися. Чоловік 30 із них — самий цвіт Лаври — залишилися (двоє попросили дозволу прийняти велику схиму), а інші заявили: «Ми, владика, по немочі нашій вирішили піти…».
З середини червня 1915 року в Лаврі стали складати всі цінні речі. Як згадує владика Євлогій: «В одну з теплих червневих ночей… тихо підкотила карета, і із під'їзда братського корпуса була винесена Почаївська Чудотворна ікона Божої Матері. Тихий шелест ряс та зовсім беззвучні сльози, що текли по старим лицям архімандрита Паісія та ігумена Наума, та нас, небагатьох присутніх, — такі були проводи Заступниці Лаври. Тінню попливла карета за Святі Ворота… Всі пішли в церкву…». Чудотворною Почаївською іконою потім благословляли війська, що йшли на фронт. В одну із ночей тихо та без розголосу були вивезені і мощі преподобного Іова. Все вивезене було доставлене до Житомира, де і зберігалося до 1918 року: ікона — в домовій церкві архієрейського дому, святі мощі — в кафедральному соборі. Далі, як згадує владика Євлогій: «Скоро прийшло циркулярне розпорядження від військового керівництва спішно зібрати в прикордонних областях цінне церковне начиння і все церковне майно з металу і направити його всередину Росії. Постало питання: як бути з почаївськими дзвонами? Головний дзвін з пристосуваннями важив близько 900 пудів. Спустити його здавалося нездоланною трудністю. Прибули з штабу воєнні техніки, оглянули дзвони, і вирішили розрізати їх на куски за допомогою електричних приладів. Монахи повстали: „не дамо! Не дамо! Самі впораємося!“ І дійсно, — впоралися. Коли братія розділилась, монахи, що залишили Почаїв, розбрелися по монастирям, а ті, хто залишився, приготувалися до захоплення ворогом. Я дуже розраховував на цих стійких іноків; вони могли обслуговувати навколишнє населення. Але вийшло навпаки. Коли австрійці заволоділи Лаврою, в монастир прибув австрійський ерцгерцог. Братія зустріла його шанобливо, ерцгерцог був коректним. На інший день з'явився наказ — виселити всіх в угорський табір для військовополонених. Мій великий почаївський приятель, 80-літній архімандрит Миколай, наказу вирішив не підкорятися. „Не міг я Лавру покинути, — розповідав він мені потім, — як вийду до двору, та як подивлюся на віконечко моеї келії, — так і заллюся сльозами… Не можу! Не можу! Ліг на ліжко — хай роблять зі мною, що хочуть, хай навіть штиками заколють — не піду!“ І не пішов. Коли хотіли його виволокти, він вчепився за ліжко — і ні з місця. Підняли крик, лайку… В цю хвилину проходив по коридору лікар, почув крики і поцікавився, у чому справа. Йому пояснили. „Залиште…“ Старого і залишили. У величезній Лаврі тільки він один і залишився. Місцеве населення затаскало його на треби, а австрійська влада була навіть вдоволена, що він усунув привід до незадоволення місцевого православного населення, позбавленого свого духовенства».
В Лаврі австрійці вирішили влаштуватися надовго. Вони провели електроенергію та водопровід. Але православним монастирем вирішили розпорядитися по-своєму, проявивши досить велику неповагу до святині. Успенський храм перетворили в католицький і стали служити в ньому меси. У трапезній церкві влаштували кіно, за розповідями очевидців, фільми дивилися в шапках, безперервно курили, приходили п'яними, а в маленькому храмі при архієрейському домі влаштували свій ресторан, прикрасивши його непристойними малюнками. А, після свого відступу залишили в храмі гори пляшок. Але, в 1916 році, під час Брусиловського наступу, Почаїв був звільнений. Австрійці залишили монастир, православне Богослужіння незабаром відновилися.
Зовсім неспокійним виявився для лаври також і період національно-визвольних змагань. Період правління Українською Центральною Радою та Гетьманатом Скоропадського Почаївська лавра пережила доволі спокійно. Але, з тим, 13 червня 1917 року військова влада реквізувала друкарню монастиря. Через губерніального комісара А. Г. В'язлова архімандрит Віталій просив міністра внутрішніх справ повернути друкарню для видання Євангелій і церковних книжок українською мовою. У зверненні архімандрита Віталія від 10 січня 1918 року зазначалося: «Почаевская Лавра в течение 300 лет служившая украинскому православному народу и уже имеющая в прошлом опыт издания церковных книг на украинском языке, считает своим долгом и в настоящий момент потрудиться на удовлетворение назревших народных нужд». Гра на українській темі спрацювала. Департамент ісповідань за згодою міністра внутрішніх справ звернувся до комісара Волині з вимогою повернути Лаврі друкарню. Але в документі зазначалося, що тут мають друкуватися «виключно священні та богослужебні книжки українською мовою». 15 квітня 1918 року голова Департаменту ісповідань Безсонов М. М. повторив цю вимогу. Врешті друкарня була передана монастирю.
Подальші роки були вже тяжчими для Лаври. "…то з'являються жовто-сині знамена українців, то раптом серед ночі перестрілка, а ранком вже червоні фуражки загонів «Таращанського» або «Богунського» «полків», — це вже більшовики…. Господи, камо біжим, куди сховаємося і куди врятуємо врятовне" Тобою!" — так описував дні революції та громадянської війни, що бушувала навколо Лаври, її архімандрит-намісник у 1920–1931 роках Дамаскін (Малюта). «Зібралися, порадилися і вирішили: тут сховаємо, тут і помрем. Сховали все, навіть образ Богоматері, залишили святі мощі — вони були відкриті, сховали тільки раку, так як вона срібна і, як під час чуми, дзвонили, молилися, робили на полях і городах, які нам благоволили залишити „народні комітети“, варили і пекли хліб, запалювали тільки дві лампадки (більше масла не було) — одну у образа Богоматері, другу у мощей преподобного Іова, та користувалися свічками, зробленими ще до 1915 року, вивезеними і поверненими. Так прожили 1919 рік». Весь цей час навколо Лаври велися бої. На початку 1919 року Лавра була знову захоплена більшовиками, які розграбували останнє майно, яке там ще залишалося, але кровопролиття не було. Як згадував архімандрит Дамаскін: «Перегорнулася нова сторінка історії і кривавий ураган вже не з заходу, а зі сходу, насувався на Волинь і Лавру. Останнє було гірше першого: рубка лісів, не вирубаних німцями, руйнування та розграбування того, що уціліло при австрійцях. Вирізалися пічні дверцята і в'юшки, вирізалося з рам віконне скло, відривалися водостічні труби і зривалося залізо з доступних місць; пішло розбирання цегли і черепиці з огорож і печей…».

## Почаївська лавра в Польській республіці (1920–1939 роки)

Намісник Дамаскін (Малюта)

8 вересня 1920 року територія, на якій знаходився монастир, перейшла під контроль польських військ, чим поклався кінець постійним бойовим діям, які точилися біля монастиря під час Визвольних змагань 1917–1920 років. В той же день із укриття був піднятий образ Богоматері і відслужений подячний молебень. Про цю радісну подію в житті лаври повідомляє тодішній намісник лаври архімандрит Дамаскін (Малюта) (1920–1931 роки): «Адже стільки було пережито за ці місяці щоденних очікувань смерті. Усім нестерпно хотілося, щоб це чим-небудь закінчилося, бо нерви не витримували. Але закінчилося, і ми, згадуючи темну ніч, карету, що відвозила від нас Заступницю і Матір, думали: ми знову у Тебе і з Тобою, повергнувши себе долу паки… „Під Твою милість прибігаємо, Богородице Діво, молитв наших не знехтуй в скорботах, але від біди позбав нас…“ А бід ще потрібно було пережити немало».
У 1920 році над святими воротами при самому вході до Лаври був побудований маленький храм в ім'я Різдва Богородиці, з іконою Богоматері у вогняному стовпі — на східній зовнішній стіні храму. Після створення незалежної Польської республіки, за Ризький договором 1920 року західна частина Волині разом з Почаєвом відійшла до Польщі. Втративши всі свої заощадження і все, що було у лаври, втративши колишню державну опіку, Лавра була надана самій собі. В той час вона не могла прокормити навіть своїх іноків. Їм доводилося працювати, в основному, в монастирському господарстві. Неясним було також її канонічне положення. Лавра залишалася у підпорядкуванні Кременецького єпископа Діонісія (Валединського), що став потім митрополитом Варшавським і Польським Польської православної церкви, яка 1922 року проголосила себе автокефальною без узгодження з Московською патріархією. Пізніше 1924 року Вселенський патріарх Григорій VII підтвердив автокефалію Польській Православній Церкві і автокефалію визнали всі помісні православні церкви крім Російської.
Вийшовши з потрясінь і опинившись в досить спокійних умовах, Лавра потроху зміцніла. На кінець 1920-х років в її складі вже налічувалося 70 іноків і 35 послушників. В той час на її території був притулок для 60 дітей із селянських сиріт, які навчалися різним професіям у лаврських майстернях. Крім цього, Лавра утримувала ще й притулок на 35 дітей при храмі-пам'ятнику «Козацькі могили», що знаходився в нинішній Рівненській області. У 1910 році на «Козацьких могилах» був відкритий монастирський скит, який до 1952 року був приписаний до Почаївської Лаври та називався «Свято-Георгієвським скитом на Козацьких могилах». У лаврських будівлях знаходилися школа-семилітка, пошта, банк, суд. Була побудована Лаврою і електростанція, що давала світло не тільки монастирю, а й усьому містечку Новий Почаїв, де, судячи з короткого путівника, опублікованого у 1930 році, жило в той час 2500 православних сімей і 35 католицьких. Лавра була одним з найвидніших православних центрів Польської держави тієї епохи, бо у 1929 році її, навіть, відвідав польський президент Ігнацій Мосцицький, що приклався, як і всі богомольці, до чудотворної ікони Божої Матері. Також, цікава згадка журналу «Воскресное Чтение», що видавався Польською Православною Церквою російською мовою, і який описав свято Вознесіння Господнє у 1930 році. З цього опису відомо, що в цей день (29 травня) на гору Почаївську прийшло не менше 50 тисяч богомольців. Величезний Успенський собор не зміг вмістити і десятої частини богомольців. Цілі повіти прийшли з хресними ходами, очолювані місцевими священиками, причому багато приходили за сотні кілометрів.
Та незважаючи на покращення матеріального становища лаври, над нею нависла загроза ревіндикації (примусового навернення до католицької або греко-католицької церкви). У 1929 році закінчився строк раніше встановлених російських прав, введених у Польщі ще царським урядом Російської імперії. Користуючись цим, римо-католицький єпископат порушив цілий ряд процесів проти православних консисторій, в тому числі й Волинської, вимагаючи ревіндикації, тобто повернення Католицькій Церкві православних приходів. У польські суди було подано дуже багато позовів про ревіндикації. На Почаївську Лавру було подано до суду 724 позови, але ці зусилля виявилися марними і Почаївська лавра залишилася православною святинею.

## Почаївська лавра під час Другої світової війни та в повоєнні роки
В 1939 році в історії монастиря розпочався новий період — «радянський». 1 вересня 1939 року гітлерівська Німеччина вторглася до Польщі (на території якої знаходився монастир), і розгромила її протягом двох тижнів. У середині вересня Радянський Союз за Пактом Молотова — Ріббентропа з Німеччиною від 24 серпня 1939 року без боїв зайняв східну частину Польщі. Тому, Почаїв опинився на території Радянського Союзу, тобто в колишніх кордонах Російської імперії. За словами очевидців — старих монахів, що жили в Лаврі, в 1939 році, після приходу радянських військ, у Лаври були забрані всі сільськогосподарські машини, весь інвентар, вся худоба, запаси зерна, продукти харчування та інше. Перестали існувати дитячі притулки, приходська школа і взагалі все життя на території монастиря, за виключенням богослужебної. Всіх послушників і молодих монахів вигнали з Лаври, залишивши тільки літніх людей. Число насельників Почаївської Лаври зменшилося з 300 до 80 чоловік. В цей час, після приєднання Західної України і Західної Білорусі до СРСР архієпископом Волинським і Луцьким і разом з тим священноархімандритом Почаївськой Лаври був назначений архієпископ, згодом митрополит, Миколай (Ярушевич). За короткий час архієпископ Миколай провів возз'єднання західноукраїнських і білоруських єпархій з Російською Православною Церквою. Архієпископ Алексій (Громадський), разом зі своїми вікарними єпископами Симоном Острожським і Полікарпом Луцьким, рукоположеними митрополитом Діонісієм, увійшли в молитовне спілкування з Російською Церквою, зайнявши перед самою війною Радянського Союзу з Німеччиною Волинську і Житомирську кафедру. Цього зв'язку не розірвала Друга світова війна. 30 червня 1941 Почаїв зайняли німецькі війська, але під час німецької окупації молитовне спілкування лаври з Російською Церквою продовжувалося. Владика Алексій служив у Почаєві і разом з іншими єпископами звершував тут архієрейські хіротонії. Є свідчення, що владиці Алексію вдалося навіть організувати в Лаврі «Пастирські курси».
Не залишився монастир в стороні і від розколу в Православній церкві в Україні, окупованій німцями. 18 серпня 1941 року єпископи, що залишилися вірними Московській Патріархії, зібралися в Почаївській Лаврі і, спираючись на постанови Помісного Московського Собору 1917–1918 років про дарування Церкві в Україні автономії, підтвердженої у 1922 році Патріархом Тихоном, проголосили створення Української автономної православної Церкви. 25 листопада 1941 року новий Собор єпископів в Почаївській Лаврі обрав митрополита Алексія Екзархом України. Таким чином на території України утворилося два церковні угруповання: Українська автономна православна церква у складі Російської православної церкви та Українська автокефальна православна церква. Почаївська лавра ж знаходилась у Автономної церкви, хоча й Автокефальна висувала на лавру свої претензії. Та, 8 жовтня 1942 року у Почаївському монастирі митрополит Алексій (керівник Автономної церкви) зустрівся з двома єпископами-автокефалістами, які підписали Акт поєднання (угоду про об'єднання в майбутньому обох Церков). Угода передбачала, що об'єднана Церква, де-факто автокефальна, буде очолюватися митрополитом Діонисієм, як Київським місцеблюстителем, до того часу, коли буде скликаний Всеукраїнський Собор. Цю угоду підтримало мало «автономників» і пізніше вона не була втілена в життя. Після смерті митрополита Алексія у 1943 році єпископом Кременецьким і Дубенським, у підпорядкуванні якого знаходилася й Почаївська Лавра, став її колишній постриженик єпископ Іов (Кресович), що зберіг молитовне спілкування з Московською патріархією. В цей час попри жорстокі репресії щодо мирного населення сам монастир німці не чіпали, богослужіння продовжувалися, але життя навколо нього зупинилося.
20 березня 1944 у Почаїв вступили війська 1-го Українського фронту. Після зайняття Волині Червоною Армією стався новий територіальний і адміністративний поділ цього краю. Почаївська Лавра увійшла в Тернопільську область та була включена у Львівсько-Тернопільську єпархію, і першим священноархімандритом Почаївської Лаври на Львівсько-Тернопільській кафедрі став преосвященний Макарій (Оксіюк). Під час його перебування на кафедрі (1945–1953 роки) була канонічно залагоджена проблема, що виникла між Польською православною церквою, в юрисдикції якої знаходилася Почаївська Лавра, і Московською Патріархією, що остаточно підпорядкувала собі лавру. Оскільки під час Другої світової війни Йосип Сталін позитивно повернув свою політику до Православної Церкви, монастир після війни не зазнав серйозних репресій і до нього стали поступати та приймати чернечий постриг солдати, які повертались з фронту. Крім того, після війни поступово почалося відновлення і оновлення будівель та настінного живопису. Значних ремонтів і реставрацій тут не проводилося з 1914 року. Усі сім діючих храмів Почаївської Лаври: Успенський і Троїцький собори, Печерна, Антонієвська, Похвальна, Варваринська і Різдва-Богородиці церкви потребували серйозного ремонту і реставрації як всередині, так і зовні. Роботи тоді проводились повільно, на кожний крок потрібно було просити дозвіл у світської влади, але все ж монастирю вдавалося залучати досвідчених реставраторів із Москви та Києва. В той час була проведена майже повна реставрація розпису Троїцького собору, був відновлений іконостас в Успенському соборі, у 1954-1956 роках місцевими художниками (вихованцями Лаврської іконописної школи) була реставрована Печерна церква на честь преподобного Іова Почаївського.
Незважаючи на зміну політики під час війни, радянська влада обмежувала Почаївську Лавру всілякими законами і секретними інструкціями, що забороняли насельникам монастиря майже все за виключенням церковної або келейної молитви. На Лавру чинився особливий тиск. Уповноважені з Ради по справам релігій контролювали найменші дії її насельників, обкладали поборами як відкритими (як великими податками і зобов'язаннями, так і начебто добровільними щорічними пожертвами до Фонду Миру), так і таємними. Також влада навмисно обмежувала кількість монахів, позбавляла їх або забороняла їм прописку, і врешті-решт, могла свавільно арештувати будь-якого насельника. Трагічна була доля і архімандрита Іосифа, що був намісником Лаври у 1946-1950 роках. Держбезпека часто викликала його до себе на допити або приходила на «келійні бесіди» в Лавру для вербовки, або щоб схилити до доносів на насельників лаври. Через 2 години після одної з таких «бесід» архімандрит помер (точна причина смерті не встановлена). З тим, 1951 року в лаврі було урочисто відзначене 300-ліття з дня блаженної кончини преподобного Іова, Почаївського чудотворця, що супроводжувалося багатолюдним хресним ходом. Також, у 1951-1957 роках в обителі подвизався преподобний Кукша Одеський, який ніс послух кіотного біля Почаївської ікони Божої Матері та сповідав людей.
17 червня 1950 року в лаврі сталося зцілення черниці Варвари (Путятиної), у якої впродовж 48 років були паралізовані обидві ноги. Вона приїхала з міста Чкалов (нині Оренбург), насилу пересуваючись на милицях за допомогою своєї супутниці черниці Марії. Приклавшись до списку Почаївської ікони Божої Матері, черниця відразу встала на ноги. Залишені нею в Успенському соборі милиці досі стоять біля ікони святої Богородиці і свідчать про диво, що сталося.

## Хрущовські гоніння на монастир наприкінці 1950-х - середині 1960-х років

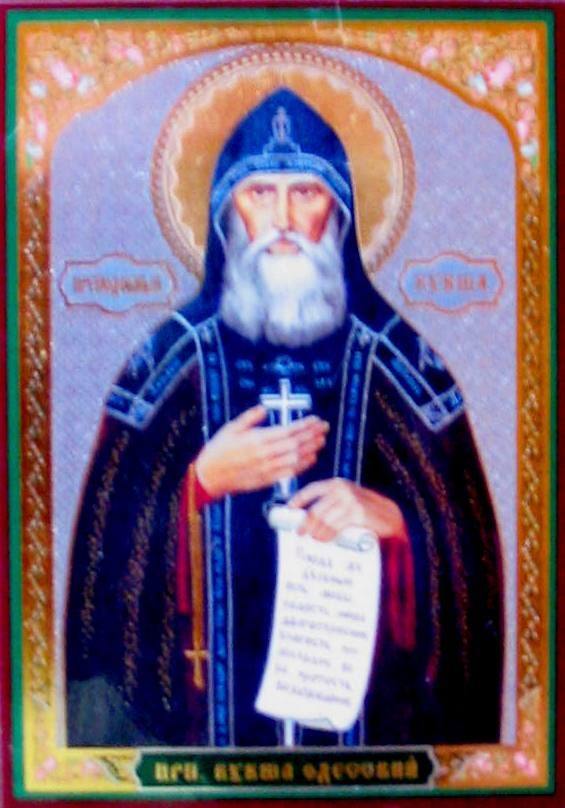
Святий Кукша Одеський

На період правління СРСР Микитою Хрущовим, що активно проводив антицерковну політику, припали найбільші гоніння на лавру від комуністичної влади. Метою гонінь було тотальне й планомірне викорінення релігії, і монастирі потрапили під гоніння в першу чергу. Гоніння на лавру почалися за намісництва архімандрита Севастіяна (Пилипчука) (1953—1962 роки). Є свідчення, що 1958 року, в знак застереження, у монастирі з’явилася Божа Матір; її побачили над Троїцьким собором в чорному одязі та з чорним омофором в руках. Процес ліквідації монастирів почався у тому ж 1958 році, коли значно підвищився податок, встановлений в 1945 році, на будівлі та монастирські угіддя. Тепер монастирі повинні були сплачувати щорічно 4 тисячі рублів за одну сотку землі. Так, Почаївський монастир повинен був виплачувати 400 тисяч рублів за свої 10 га орної землі. Це повинно було зумовити неплатоспроможність монастиря та його самозакриття. Постановою Ради міністрів УРСР від 17 червня 1959 року та рішенням виконкому Тернопільської обласної ради депутатів від 27 червня того ж року 10 серпня був ліквідований Свято-Духівський скит Почаївської Лаври. 37 осіб, які населяли скит, вимушено переселилися до лаври. В повоєнний час приміщення священноархімандрита лаври використовувалось, як готель для паломників. В 1959 році в ньому розмістились монахи із закритих монастирів: Почаївського скиту, Києво-Печерської Лаври, Георгіївського монастиря на Козацьких Могилах (Рівненська область), Іоанно-Богословського Хрещатицького монастиря (Чернівецька область) та інших. Декілька кімнат призначалися для родичів і знайомих монахів. Проте, начальник КДБ міста Почаєва капітан Максимов М.В. категорично заборонив селити паломників в монастирських приміщеннях і строго це контролював. Одного разу він, навіть, силою зіштовхнув вниз з високих східців сторожа лаври Миколу Рабуша (людину похилого віку, що чудом залишився тоді живий) за відмову підписати несправедливо складений протокол про перебування декількох паломників у готелі. Через це керівництво монастиря дозволило паломникам ночувати в храмах після закінчення богослужіння, коли віряни з лаврським священиком читали різні акафісти і тільки пізно вночі могли лягти відпочити на підлозі. Але, капітан Максимов згодом і це заборонив.
1960 року влада заборонила в монастирі ремонт і реставрацію, наймання спеціалістів для художніх, деревообробних та інших робіт, прийняття нових осіб до братії. Незабаром, земельні ділянки, що забезпечували монастирі продуктами харчування, були відібрані (Постанова Ради міністрів СРСР від 16 жовтня 1961 року). Також, у лаври були конфісковані поля й сади, теплиця і пасіка (більше 100 вуликів), город, сушарка, водокачка, склад, всі автомобілі (4 вантажні і один легковий), всі господарські знаряддя, механізми, ремонтно-реставраційні матеріали та інше. Монастирю заборонили виготовляти свічі, відібравши віск і парафін на користь місцевої лікарні. Всіх 250 робітників монастиря звільнили, скасувавши наймані посади секретаря, виконроба, інженера та екскурсовода. В 1961 році відібрали так званий «архієрейський дім», що знаходився на території Лаври, «Святі Ворота» з прилеглими до них приміщеннями, потім невеликий житловий корпус. Крім цього, постанова 1961 року наказувала монастирям обов'язково укладати договір на оренду всіх їхніх приміщень (крім храмів), чим могла скористатися місцева влада для скорочення кількості монастирських будівель і їх конфіскації. В результаті, взагалі були відібрані всі будівлі, прилеглі до лаври. В будинку теперішньої семінарії, що стоїть біля підйому до Святих Воріт, влада швидко влаштувала «музей атеїзму» так, щоб ні один паломник не зміг пройти повз нього. Багато цінних речей і книг перейшло в музей. Готель для паломників переобладнали в психлікарню. У «архієрейському домі» розташувавши міську поліклініку. В результаті, у Почаївського монастиря залишився тільки один корпус, що прилягав упритул до Успенського собору. Лаврі було заборонено наймати робітників для робіт в майстернях або для сільськогосподарських робіт. Заборонено було проводити будь-які ремонтно-реставраційні роботи. Молодих монахів в монастир приймати забороняли, старі впоратись з роботою не могли, тим більше не були в змозі платити грабіжницькі податки. Комуністичною владою був даний неофіційний наказ організаціям та магазинам не відпускати ченцям продукти харчування та інші необхідні товари. Монастир тримався за рахунок народних пожертвувань. Але, влада знайшла спосіб, як ліквідувати народні пожертви: згаданою вище постановою 1961 року заборонялися всі «організовані паломництва до святих місць», вилучалися монастирські готелі, заборонялось залишатися на ночівлю в монастирських церквах. Разом з цим міліція та КДБ посилено переслідували лаврських паломників. Наряди міліції цілодобово перебували на території монастиря, перевіряючи у вірян документи і за будь-якої причини могли їх заарештувати.
Та такий «м'який» спосіб закриття монастиря не спрацював. Тоді влада через всі партійні органи розпочала прямий, жорстокий тиск на всіх зв'язаних з лаврою людей: монахів, послушників, богомольців. В 1961 році християн почали виганяти з Почаєва, а монахів – з Лаври (тоді в монастирі було 130-140 насельників). На партійних засіданнях ухвалено низку заходів стосовно закриття Почаївської Лаври. Кожний комуніст повинен був різними методами переслідувати християн, їх частково звільняли з роботи і залякували виселенням з Почаєва. Тому багатьом людям довелося вірити таємно. До монахів (незважаючи на сан і вік) монастиря міліція та КДБ застосовували в даний період: жорстокі фізичні і психологічні знущання, позбавлення прописки в монастирі, сфабриковані медичні комісії (фізично і психічно здорових монахів часто насильно забирали до психлікарень, виявляли в них неіснуючі інфекційні захворювання, фізично непридатних до служби в армії монахів, могли насильно забрати до збройних сил), побої і, нарешті, суди, арешти, ув'язнення до тюрем і таборів. Монахів щодня групами по 10-15 осіб викликали до Почаївської міліції, де окремо розподіляли в кабінетах і проводили роз'яснювальну роботу (погрожували, шантажували щодо закриття монастиря найближчим часом і тому вони повинні негайно його покинути). З ченців знущались, їх ображали, увесь день вони сиділи в міліції (також їх закривали в КПУ). На одного монаха могли в нетверезому стані накинутися кілька кадебістів, вимагаючи залишити лавру. Міліція вимагала писати пояснювальні монахів про своє запізнення, яких в дійсності не було. До ченців, що з поважної причини не з'являлися на виклик, міліція могла прийти за ними до келій і якщо не знаходили там нікого - опечатували їх. Уповноважений у справах релігії в Тернопільській області контролював кількість проповідей, прочитаних у лаврі. Він часто був у монастирі, слідкуючи там за всім, ходив по корпусах, оглядав келії монахів. Наміснику лаври заборонили приймати на послух нових людей, зокрема молодих. Якщо уповноважений помічав таких, то їх забирали до міліції та відправляли з Почаєва, а монастир за це платив штраф. Через це, коли прибував до лаври уповноважений, то ченці швидко повідомляли про це один одного та нових послушників, які переховувались, доки уповноважений не від'їжджав. Великі проблеми були з насельниками лаври молодшими від 30 років (у 1961 році їх було 18 осіб). Уповноважений примушував намісника Севастіяна (Пилипчука) в першу чергу виписати їх з числа братії, а у відділі міліції їх постійно вмовляли покинути лавру і взагалі чернецтво. 
Разом з тим, влада обманом намагалася виселити монахів через позбавлення їх прописки. У лавру прибували кадебісти з міліцією,  вимагаючи від насельників паспорт і пояснюючи це звичайною перевіркою документів. Ченці, нічого не підозрюючи, віддавали паспорти і, коли документи повертали, монахи знаходили там штампи, які свідчили про виселення з лаври (яку іноки повинні були покинути у триденний строк). На протести та докази про протиправність таких дій кадебісти відповідали, що вони самі створюють закони і Конституція написана для комуністів. Також вони говорили, що вони виконують вказівки влади. Після виписки монахів за паспортом працівники КДБ разом з начальником паспортного столу приходили в монастирську канцелярію і там виписували монахів з житлової книги. З тим, братія нізащо не бажали покидати обитель. Пізніше час для того, щоб залишити лавру зменшили до однієї доби. У порушників цих правил вимагали підпис про виїзд та накладали штраф. Якщо ж монахи й надалі залишалися в лаврі, на них заводили кримінальну справу і засуджували на рік тюремного ув’язнення. Саме так засудили ігумена В’ячеслава (Псамана), ієромонахів Амвросія (Довганя), Володимира (Солдатова), Валеріана (Поповича), Діонісія (Кононюка) та Сергія (Соломка), ієродияконів Антонія (Користелева), Апелія (Станкевича), Гавріїла (Углицьких) і Андрія (Щура), монахів Нестора (Онука), Даніїла (Клюткіна), Григорія (Унку) та ін. Серед засуджених були учасники Німецько-радянської війни ієромонахи Амвросій (Довгань), Сергій (Соломко), ієродиякон Антоній (Користелев) та ін. Проте, комуністична влада повторно відправляла монахів до в’язниці ще на кілька років, якщо останні повертались у лавру.
Для ліквідації монастиря влада намагалася залучити всі організації. Так, медичні установи зобов’язали влаштовувати в обителі медичні огляди і «знаходити» в монахів будь-яку хворобу і примусово відправляти на лікування. Також, медкомісії несправедливо оголошували деяких монахів психічно хворими (серед них був святий Амфілохій Почаївський) і тривалий час примусово лікували в психіатричній лікарні, при цьому виписуючи їх з монастиря. Деякі монахи померли від цього лікування. Іншим воно завдавало шкоду здоров'ю (наприклад, лікарі робили так, що тіло Амфілохія Почаївського розпухало до непомірних розмірів. Також, Почаївський райвійськкомат фальсифікував медкомісії для мохів, які через фізичні вади були звільнені від військової служби. Тому їх мобілізували в армію, зокрема, до військово-будівельних загонів, що працювали в північних районах СРСР на лісовирубках. Так потрапили в армію: ієромонах Власій (Болотов), ієродиякони Панкратій (Тимощук), Георгій (Лошкарьов), Олексій (Барановський) та монахи Анатолій (Пиліцький), Димитрій (Петровці), Іван (Пастухов), Володимир (Клочков), Анатолій (Капинос), Ісихій (Нікітенко). Зокрема ієромонах Власій (Болотов) і монахи Анатолій (Пиліцький) та Ісихій (Нікітенко) були дуже слабкі здоров’ям і їх, певний час протримавши у Тернополі, відпустили. З тим, вони вже були викреслені з лаврської житлової книги і вже не мали почаївської прописки. Крім цього, в обителі часто були сантехнічні, пожежні та інші комісії та перевірки. Це все створювало напружену, неспокійну атмосферу і монахи жили в постійній тривозі.
Також нещадні знущання застосовувалися і до вірян лаври, богомольців, захисників монастиря. За ініціативи уповноваженого при Почаївському виконкомі була створена комісія, яка слідкувала за діяльністю лаври, її насельників і віруючих, які відвідували обитель. На великі релігійні свята ця комісія залучала додаткових людей, переважно вчителів, для вивчення релігійної атмосфери в обителі та контролю паломників. Вони дізнавалися прізвища та адреси віруючих, які прибували в лавру з дітьми шкільного та дошкільного віку. Потім ці повідомлення надсилали на місця їх роботи, або в навчальні заклади та школи і по відношенню до них застосовували адміністративні покарання. Багатьох, хто був причетний до монастиря, або чимось йому допомагав, звільняли з роботи (навіть високопосадовців). Жорстоко каралися ті люди, що допомагали монастирю, або могли чинити опір незаконним діям міліції та КДБ. Також, вірянам (навіть паломникам) не дозволялося ночувати на території монастиря, не дозволялося приймати віруючим до своїх осель на ночівлю паломників. Дуже часто міліція, під приводом перевірки паспортного режиму, ходила по квартирах, перевіряючи, як виконуються її накази. Якщо знаходили приїжджих паломників, то їх арештовували, а на господарів накладався штраф. Були й випадки, коли п’яні міліціонери та їх начальники вночі вривалися до будинків, виганяли сплячих вірян на вулицю, били, грабували, а також знущались над господарями. Тому, жителі Почаєва боялися приймати будь-кого на квартиру, а паломники змушені були ночувати просто неба біля монастирських храмів. Але, вночі кадебісти й міліція приходили в монастир і гумовими палицями розганяли паломників, грабували і закривали їх у Почаївській психіатричній лікарні. Час від часу влада закривала доступ в монастир паломникам і влаштовувала на них облави (відомі 2 випадки зґвалтування під час цих облав віруючих дівчат з летальним кінцем). Були випадки, коли паломників міліція вантажними машинами вивозила за 40-50 кілометрів від Почаєва. При цьому часто вірян били і залякували можливістю посадити у в'язницю в разі повторної появи в лаврі. Один старий лаврський архімандрит, ветеран Німецько-радянської війни, згадував про тодішні гоніння: «Я пройшов усю війну, був під обстрілом багато разів, але тут - я вам скажу точно, - тут було гірше. На серці гірше було». Проте, комуністам не вдалося зломити дух братії і прихожан, тому лавра вистояла. 
З березня 1962 року гоніння на монахів Почаївської Лаври активізувалось, а партійним та державним органам влади був даний наказ до кінця року ліквідувати монастир. Кадебісти та міліція з Тернополя разом з місцевими органами конфіскували документацію монастиря: акти Духовного Собору, бухгалтерські обліки та ін. З монастирської бібліотеки вилучили багато книг і, застосовуючи цитати з них, психологічно знущались з ченців, використовуючи цитати з Послання апостола Павла (про повагу до влади) та з святоотцівських книг (настанови про послух) вимагали, щоб ченці підкорились владі і покинули монастир. Але, монахи не залишали Лаври; поїхати звідси вважалося для них смертю («кістками ляжемо, але нікуди не підемо» - казали вони). Через це влада вирішила силою виселити ченців. 1 вересня 1962 року велика кількість міліції з Тернопільської і інших областей оточили лавру і нікого не пропускали туди. Далі 5 вантажних автомашин в’їхали на подвір’я і в післяобідній час з’явилося багато кадебістів і міліції, які повинні були схопити насельників (на кожного виділено по 5—6 чоловік). Вони стукали до келій монахів і коли ченці не відкривали, міліція зламувала двері і насильно виводила їх до автомашин. Міліціонери швидко збирали речі монаха і разом з ним завантажували в кузов автомобіля. Монахам, які добровільно виходили повідомляли, що вони вже в лаврі більше не живуть і їх саджали в автомобіль. Насельників вивозили за місцем проживання рідних, за місцем народження (якщо не було рідних), або просто якомога далі від Почаєва. Через розкиданість місць, в які розвозили монахів, повністю звільнити монастир 1 вересня не вдалося. 

Тих монахів, які залишилися, очікувала така ж доля 3 вересня. Тому, вони в цей день вирішили зачинитися в храмі та молитися. Міліція та КДБ знову оточили обитель, стукати в двері келій і зламувати їх. Проте, там нікого не було, бо всі монахи закрилися в храмі, куди потрапити всередину нападники за всіх старань не змогли (крім основних замків, двері храму закривались на засуви). В цей час на захист монастиря почали збігатися місцеві християни, які прорвалися через міліцейські пости біля Центральних (Святих) воріт і наблизилися до братського корпусу. Він був закритий і всередині вже перебувала міліція. Тоді віряни вирушили до господарських воріт, де були 5 вантажних автомобілів для монахів. Начальник пожежної команди ст. лейтенант А.С. Лисак наказав пожежникам на пожежній машині наблизитись до натовпу і спрямувати на нього струмінь води. Водою, упереміш з брудом пожежники почали поливати людей, які спочатку кинулися в різні сторони, але згрупувалися знову біля парадного входу братського корпусу. Під його вікнами стояла важка дубова лава, якою віряни довго били у фільонку дверей. З правого боку вона тріснула і відскочила; через отвір люди проникли до корпусу і далі у господарський двір. Та вони запізнилися, якраз перед тим вивели останнього монаха. Міліція помітивши, що на неї насувається натовп, кинулась на людей. Зав'язалася серйозна бійка, де особливою жорстокістю відзначилися міліціонери, а тим часом через господарський двір вивозили ченців. Люди знову під натиском міліції розбіглися. Декого схопили і арештували, багатьох побитих відправили до лікарні. Міліція з великими зусиллями потрапила з внутрішньої сторони, через прилеглий корпус, до Успенського собору. Монахів вивезли в місто Дубно (Рівненська область) на залізничний вокзал та наказали їхати додому або до рідних. В цей день в лаврі залишились тільки ченці, які обіймали керівні посади: виконувач обов’язків намісника ігумен Варфоломій (Бабяк), благочинний і бухгалтер. Також, залишилось декілька монахів похилого віку, яких начальник Почаївського відділення КДБ хотів швидко відправити до будинку інвалідів. Управління монастирським майном повинна була взяти на себе державна влада, яка вже вважала Почаївську лавру ліквідованою. Проте, вивезені монахи наступного дня з’являлись в Лаврі, їх знову схоплювали і повторно вивозили, та все одно вони повертались до Почаєва. Їх забирали в міліцію, закривали в КПЗ, всіляко знущались і погрожували судом. Незважаючи на дуже важку ситуацію, богослужіння в Лаврі не припинялося. Ченці майже цілодобово перебували в храмі, не маючи можливості вийти на вулицю, бо там були працівники міліції та КДБ. Урядовці одразу схоплювали монаха і відправляли з монастиря. Виловлюючи в корпусах братію, міліція неодноразово вривалася до храмів і вівтарів. Лаврська житлова книга була замінена новою, за якою в монастирі залишилось 23 монахи. Монахів силоміць вивозили з монастиря, ставлячи штамп про виписку. Але, деякі монахи, заховували свої документи і їм не могли змінити прописку. Також, відомий випадок осені 1962 року, коли влада наказала міліції закрити лавру. Начальник міліції вже, навіть, забрав у настоятеля Троїцького храму ключі від церкви. Але, до них швидко підійшов старець Іосиф (преподобний Амфілохій Почаївський), вирвав ключі у здивованого начальника міліції і повернув їх настоятелю. «Женіть їх!» - сказав старець, вказавши на безбожників. І міліцію прогнали з лаври. Незабаром, через цей вчинок, преподобного Амфілохія насильно відвезли з лаври в психіатричну лікарню, звідки його визволила зцілена по його молитвах дочка Йосипа Сталіна Світлана Аллілуєва. Відтоді старець мешкав і приймав людей в рідному селі Мала Іловиця. 
На противагу утискам монахами і вірянами писалося багато звернень до вищих органів влади, міжнародних організацій (ООН). Писали до Святійшого Патріарха Алексія I, в Раду у справах релігії, особливо багато писали владі як місцевій, так і всеукраїнській і всесоюзній. Але, майже усі ці звернення були марними. Монахи отримували у відповідь стандартну відписку: «Скарга розглянута і направлена у Тернопіль у облвиконком для винесення рішення», а звідти погрози монахам: «Виїжджайте, або знову будемо судити». Автор релігійно-просвітницьких програм російської служби Бі-бі-сі єпископ Василій (Родзянко) вважав, що на долю монастиря позитивно вплинула участь митрополита Антонія Сурозького, який привіз у редакцію вісімдесят листів із СРСР, на основі яких була зроблена спеціальна радіопередача про утиски монахів і наміри радянської влади закрити лавру. Також, владика Василій розповідав, що на початку 1960-х років до нього на лондонську квартиру завітав митрополит Никодим (Ротов), керівник Відділу зовнішніх церковних відносин  Московського патріархату. Для бесіди обом довелося лягти на підлогу, щоб філери, які не випускали з виду митрополита, не змогли записати розмову через віконне скло. Владика Никодим пошепки розповів єпископу Василію, що радянська влада з дня на день збирається закрити Почаївську лавру, а церковна влада в СРСР вичерпала всі можливості запобігти цьому. Митрополит просив організувати на радіо Бі-бі-сі та «Голос Америки» спеціальні передачі, щоб заподіяти закриттю лаври. Вони обоє розуміли, як ризикує владика Никодим, звертаючись з такою пропозицією. Та, вже наступного дня тема Почаєва стала основною у релігійних програмах Бі-бі-сі та «Голосу Америки». Через це на адресу радянської влади надійшли тисячі листів протесту з усього світу. Це сильно вплинуло на владу, яка була змушена дозволити монастирю залишитися діючим . 
В 1962 році в Москву таємно поїхали троє монахів: Аліпій (Шинкарук), Касіян (Негодюк) та Ісаія (Ямкін). Але, вони нічого на досягли своїми скаргами. В Комітеті у справах РПЦ їх звинуватили у зведенні наклепів на радянську владу і насправді жодних гонінь не відбувається. В Генеральній прокуратурі пообіцяли розглянути скаргу та повпливати на місцеву владу. З тим, по прибутті до Почаєва, місцевий прокурор Щербатий B.C. (йому було доручено розібратися зі скаргою) сказав, що вони дарма їздили скаржитися і що монастир все одно закриють. Також, він вручив монахам підписку про п’ятиденний строк добровільного виїзду з Почаєва з погрозою відправити їх на висилку (5 років примусових робіт). Після цього прокурор викликав інших монахів лаври і наказав їм виїжджати з Почаєва. З тим, влада визнала, що монахам без прописки необхідно надати місце для проживання. Тому для виселення з монастиря високопосадовці хотіли відправити монахів у села на пастирсько-приходську службу, а без сану уповноважений дозволив рукопокладати. Ченців швидко вивозили, на ходу виписуючи з монастиря. Але, частина монахів не бажала виписуватися і виїжджати, заховуючи свої паспорта. Декого, у кого збереглася прописка, після неодноразових скарг і протестів громадськості, влада залишила на місці. Але, до цих монахів застосовувалися різні утиски. Були створені.адміністративні комісії для виселення людей з Почаєва, складали підписки на виїзд. Монахів ще й щомісяця штрафували десятьма карбованцями за те, що вони проживають у монастирі і не виїжджають. В цей час, у 1962 році у в’язниці міста Чорткова замучено почаївського монаха Григорія (Унку). 
У 1963 році приймав делегацію монахів Почаївської Лаври голова комітету у справах РПЦ Казизаєв, який погодився, що права ченців порушуються і необхідно щось робити. Незабаром Казизаєв прибув у Почаїв, але нічого для виправлення ситуації не зробив. Натомість він дуже насварив ієромонаха Нікона, благочинного Лаври, за дозвіл жити у монастирі без прописки. Також, у Почаїв приїжджали голова Ради у справах РПЦ при Раді Міністрів СРСР Володимир Куроїдов, інші працівники його кабінету, однак, вони все робили для якнайшвидшої ліквідації обителі. 1963 році почаївські монахи знову їздили в Москву зі скаргою і знову  прибула делегація на чолі з Казизаєвим, яка не знайшла порушення прав монахів. Натомість 20 лютого 1963 року велика кількість кедебістів і міліції з дружинниками підійшли до храму, де тривало богослужіння. На подвір’ї біля храму розмістилися богомольці, яких міліція хапала і саджали у «воронок». Дехто з вірян зумів утекти. Після цього, урядовці стали хапати монахів. Інші міліціонери увірвалися у корпус, у гуртожиток, намагаючись зловити монахів без прописки. Схопили старця-монаха Д. Брємичова, пройшли у покої намісника, зібрали туди монахів, довго з ними говорили, вимагаючи виїзду з монастиря. Склавши підписи про виїзд, наклали штраф у 10 крб. на кожного. Такі дії міліції повторилися і 28 лютого. 
Майже кожного дня монахи та паломники терпіли неприємності і насильство. Наприклад, 30 вересня 1963 року міліція безпідставно арештувала монастирського економа ієродиякон Романа і відібрала у нього половину придбаних яблук. Чоловіку, який продав яблука заборонили продавати продукти монахам і наказали мовчати про це. З тим, він все ж таємно завіз повернуті йому яблука у обитель. Також, міліція не дала завезти придбані монахами дрова (при тому, що весь запас дров закінчився). Водія ж машини за це позбавили прав. Цей інцидент у перекрученому вигляді влада пустила до преси. Часто людей, які несли монахам продукти у лавру не впускали, а продукти відбирали. Так, православні Молдавії через свого представника відправили борошно та інші припаси до монастиря. Але, все це було відібране владою у Тернополі, а представника віруючих на три місяці арештували. Також, затримувалися у Почаєві молдавські віряни з продуктами для лаври, а продукти влада реалізовувала через магазин. Цим людям пригрозили тюрмою, якщо вони знову з’являться у Почаєві. Тому, монахам доводилося перебиватися чим доведеться, на старих запасах зерна (борошно вже закінчилося. 22 жовтня 1963 року ієродиякон Роман був затриманий з возом борошна на підйомі до Святих Воріт прокурором Почаєва П. Щербатим. Для повернення борошна довелося втрутитися Духовному Собору лаври та вірянам (біля відділення міліції зібралися люди). Через це, начальник міліції майор Білошкурський дав наказ розігнати народ, а воза відпустити. Такі випадки були постійними, коли місцева влада затримувала і знущалася з тих, що входили і виходили з монастиря. Якщо продукти і матеріали були закуплені у державних магазинах у великій кількості, то все забирали. Тих, хто щось продавав монахам, притягували до відповідальності, посилаючись на умови, що в одні руки можна відпускати лише 0,5 кг. Продавцям магазинів забороняли продавати товари лаврі. 5 листопада 1963 року у місті Броди арештували і засудили на 3 роки тюрми монаха Почаївської лаври Андрія (Щура), за те що він їхав у Москву зі скаргою і проханням поновити його прописку у Почаєві. 
У 1964 році місцева влада посилює економічну блокаду монастиря. Йому заборонили купляти будь-які сільськогосподарські продукти, промислові товари тощо. Посилився контроль над транспортом і паломниками, що прибували до обителі. Конфісковувалося все, що люди приносили монастирю, а ті, хто чимось допомагав лаврі, каралися владою. В жовтні 1964 року КБД та міліція посилили утиски ченців. До психіатричної лікарні відправили монаха Михайла (Лончакова). Лаврських паломників також могли забрати туди (їм силою вводили препарати, шкідливі для здоров’я). Цим комуністи намагалися зменшити кількість монахів (якщо монастир нараховував менше 20 монахів - його автоматично закривали). Окремі ж монахи, щоб уникнути арешту та ув’язнення, переховувались у дуже важких умовах. Вони писали сотні листів зі скаргами в різні державні інстанції та міжнародні організації. 22 січня 1964 року виконувач обов'язків намісника ігумен Варфоломій (Бабяк) сказав, що всіх непрописаних викликають до Почаївського ПВМ, де будуть поновлювати прописку. Але, міліція застосувала обман і замість прописки заарештувала ігумена В’ячеслава (Пасамана), ієромонаха Діонісія (Колонюка) та ієродиякона Апелія (Станкевича), повторно посадивши їх у тюрму за порушення паспортного режиму. З тим, багато монахів продовжували жили у обителі без прописки, просячи про її відновлення. Міліція постійно стежила за прихожанами: одних судили, іншим створювали нестерпні умови (особливо у святкові дні, коли люд усю ніч молився). Міліція робила засідки біля туалетів: людей тягнули у приміщення «штабу народної дружини» і там чинили що заманеться, жінок (не зважаючи на сан і вік) ґвалтували, відбирали гроші, били до втрати свідомості.
11 листопада 1964 року у монастир завітали уповноважений Ради у справах РПЦ по УРСР М. Гладаревський із працівниками Міністерства охорони громадського порядку, Тернопільським уповноваженим у справах Церкви Радченко і представниками КДБ. Декілька днів Гладаревський у монастирі чинив тиск на новопоставленого намісника Августина (Шкварко), ходив з бригадою по келіях, вимагав непрописаних монахів залишити лавру, виганяв старця ігумена Калістрата та інших. Монахи зі свого боку вимагали відновити їхні права та прописку. На це Гладаревський зверхнім тоном відмовляв, обзиваючи дармоїдами. Невдовзі чиновник наказав блокувати лавру, всіх, в кого відсутня прописка,  арештувати і судити, а паломників відправляти до психлікарень. З 20 листопада 1964 року у монастирі з'явилися КДБ, міліція і дружинники, які арештовували і судили монахів, ламали келії, вибивали двері, нишпорили у церквах і головному корпусі. Тоді засудили до ув'язнення ієромонаха Валеріяна та ієродиякона Гавриїла, а ченця Михаїла запроторили до психлікарні. В цей час було небезпечно перебувати у монастирі та біля нього, бо всіх християн забирали до психіатричок, а звідти одних до тюрми, інших вивозили з Почаєва і відпускали з умовою більше не приїжджати. Ревних вірян довго тримали у психлікарні, калічачи спеціальними препаратами. Після нападу в лаврі все затихло і залишилося кілька монахів, іншим довелося переховуватися. Окремі ж пройшли через блокаду і приїхали у Москву зі скаргами до Голови Президії СРСР А.І. Нікояна, Голові Ради Міністрів, Голові Комітету у справах Церкви при РМ СРСР Куроєдову і Патріарху Алексію І. Потерпілі монахи (ієродиякон Алексій і монах Нестор ледве зареєструвалися у приймальній Президії. Там їх прийняв Ніколаєв, який спочатку переадресовував їх до уповноважених (хоч монахи вже зверталися туди кілька разів), а потім відхилив скаргу. Тоді монахи пішли до Ради Міністрів, де вони ледве потрапили на прийом до Нефьодова, який підтримав несправедливі заходи влади і зухвало додав: «Щодо мене, то всі віруючі - психічно хворі люди. І цілком природно відправляти їх до цих лікарень (психіатричок), а взагалі наша мета - якнайшвидше ліквідувати релігію, ми поки ще трохи терпимо з політичних міркувань, але коли настане слушний час, - закриємо не тільки ваш монастир, а й всі церкви і монастирі». Тому монахи повернулися ні з чим.
Однак, скаргу із Москви передали до Тернопільського КДБ, яке викликало для перевірки монахів. В той період дуже скоротилася кількість ченців у монастирі (залишилося всього 30 чоловік), частина з них померли від знущань (наприклад, монах Євлогій, ігумен Андрій та інші). Багатьом репресії підірвали здоров'я. Чимало з них сиділи в тюрмі, або постійно були гнані владою.
У листопаді-грудні 1964 року міліція зробила ще один погрому у Почаївській лаврі. Ченці знову звернулися у різні інстанції і, в Раді у справах релігії Казизаєв, навіть, виявив співчуття, погодившись, що влада Тернополя порушили права монахів і пообіцяв покарати винних. Також, він запропонував їхати до Тернополя, отримати там документи і влаштуватися. Але, це були пусті слова. Урядовці п’яні влаштовують гармидер у храмі, заважали здійснювати богослужіння. Так, в ніч з 18 на 19 травня 1965 року (день тезоіменитства преподобного Іова Почаївського), сержант почаївської міліції Медяний із дружинниками підняли ґвалт у Троїцькому Соборі і не дали читати акафіст ієромонаху. Медяний тягнув молодих ченців у міліцію, але він був без форми й напідпитку, тому його не хотіли слухати. Тоді він з дружинником Прокопчуком стали з погрозами чіплятися та бити палицями вірян. Через це весь народ збурився, почав нагадувати хуліганам про совість і порушення порядку. Після цього комуністи пішли з храму, але на вулиці сержант сильно побив паломника Михаїла. Крім Медяного так діяли начальники відділення міліції капітан Шемерда, паспортного стола - Бєліков, старшина міліції Коцюба, а з ними і весь склад міліції з дружинниками. У ніч з 15 на 16 червня 1965 року міліціонери сильно побили і скалічили православних, які прихистилися на цвинтарі на ніч через заборону ночівлі на квартирах. Також, паломникам заборонили ночувати у храмі, тому вони змушені були тулитися на паперті під храмом. Але тут на них чекали погроми від міліції (під час одного з них дружинник мало не зарізав ієродиякона Агафона). У 1965 році на святкування віднайдення чесних мощей преподобного Йова Лавру відвідав митрополит Крутицький і Коломенський Пімен. Він подарував обителі список із Володимирської ікони Божої Матері.  
В 1961 році в Почаївській Лаврі було 140 монахів, через декілька років їх залишилось тільки 30—35 чоловік. І все ж монастир вистояв, в чому зіграли роль такі визначні фактори, як досить сильна стійкість до гонінь серед тодішніх монахів та те, що монастир був розташований не у великому місті, а в простому містечку Почаїв у глибині України, чим не звертав на себе особливої уваги. Серед найвизначніших монахів монастиря часу «хрущовських гонінь» слід відзначити Кукшу Одеського та Амфілохія Почаївського, які прославилися подвижницьким і аскетичним благочестям, чудотворними і лікувальними здібностями та своїми пророцтвами. Радянська влада всіляко перешкоджала доступу до них і навіть змусила їх покинути монастир. Пізніше дані священики були прославлені Українською Православною Церквою як святі з іменуванням преподобних. У 1958-1959 роках у монастирі подвизався старець архімандрит Тавріон (Батозський). В наступні десятиліття радянського режиму влада знову неодноразово намагалися закрити монастир. В цей період священноархимандритами Лаври були Львівські архиєреї.
Боротьбу проти Православ'я та ченців вів, також, Почаївський науково-атеїстичний музей, що знаходився у стінах лаври. Його створили з метою пропаганди атеїзму в Почаєві і розмістили у відібраній в лаври будівлі. У кінці 1964 - початку 1965 років він був остаточно сформований: там були експозиції, виставки, стенди. Однією з головних тематик стала релігія. Історія Почаївського монастиря висвітлювалася в експозиціях у негативному ракурсі. Адміністрація музею намагалася домовитися з Міністерством культури УРСР про включення його як філіалу до складу Києво-Печерського музею-заповідника. У 1962 році музей видав брошуру, де анонімні автори розповіли про негативні факти, ніби-то скоєні в лаврі. Крім цього, там опублікували список монахів, які начебто залишили Почаївський монастир за власним бажанням і перераховувалися імена тих, котрі примусово були виселені з Лаври, ув’язнені, мобілізовані райвійськкоматом та ін. Також там були прізвища кадебістів і міліціонерів, яких називають агітаторами, які лише проводили в лаврі роз’яснювальну роботу. Ті ж самі працівники КДБ опубліковували в місцевій пресі різні наклепи на монахів і їх намісника архімандрита Севастіяна (Пилипчука). Також, у ті часи була сфабрикована стаття від імені колишнього послушника Почаївської Лаври Йосипа Байдука, який тоді служив у армії. У статті він ніби говорить, що 10 років жив у Почаївській лаврі, а тепер зрікається релігії і пориває з монастирем. Також, лже-Йосип дуже погано відгукується про лаврських монахів і поливає їх брудом. Насправді, Йосип Байдук не писав статті. Після демобілізації він у апологетичній листівці спростував цю статтю і розповів, що в лаврі прожив тільки 10 днів і дуже бажає сюди повернутися. За цю листівку його арештували, відправили у Тернопільський відділ КДБ, а звідти до психлікарні міста Вінниці, де сфабрикували діагноз, що він психічно хворий. У 1964 році адміністрація музею пропонувала уповноваженому у справах релігії по Тернопільській області доручити комітету з кінематографії УРСР зняти негативний фільм про Почаївську обитель, але, в результаті, фільм не відзняли.

## ПеріодЗастоютаПеребудови(кінець 1960-х— 1991 роки)
З відходом від влади Микити Хрущова слабшають репресії проти Церкви і до кінця 1966 року почаївські монахи домоглися скасування щодо них більшості заборон та насильницьких дій. За цей період в Лаврі з великими зусиллями (хоч на це був даний дозвіл) змогли поновити прописку тільки 19 осіб. В 1971 році нараховувалось 45 офіційно зареєстрованих насельників. З тим, хоч гоніння припинилися, та монастир знаходився під контролем радянських органів. За його життям і діяльністю стежив уповноважений у справах релігії по Тернопільській області, який у кінці 1960-х років порушував перед вищою владою питання про обкладання податками грошових пожертвувань, що надходили лаврі. Цим він хотів сильно підірвати її матеріальний стан. Уповноважений періодично бував у обителі, вивчаючи її життя (особливо економічну діяльність). За допомогою державних органів (КДБ, міліції та ін.) він робив перевірки та ревізії економічної сфери діяльності монастиря, щоб виявити недоліки та звинуватити монахів у махінаціях. Тому, ченці були в постійній тривозі, бо на підставі будь-якого звинувачення в порушенні законодавства щодо них могли розпочати нову хвилю терору та ліквідації монастиря. Також, влада продовжувала створювати ченцям проблеми з пропискою, хоча з лаври так грубо, як раніше, вже не виписували. Майже неможливо було отримати прописку молодим монахам і послушникам, які хотіли поселитися в лаврі. Наприклад, митрополит Питирим (Старинський) (в той час в сані ієродиякона) 2 роки з 1974 по 1976 виборював собі почаївську прописку, поки він не натякнув місцевим органам, що збирається скаржитись у світові організації та іноземні посольства.
Комуністам не вдалося закрити монастир, тому вони щодо нього проводили політику блокади. У лаври відібрали 90 відсотків всіх її приміщень і розмістили в них різні державні організації та установи. Зокрема, на подвір’ї обителі, у колишньому Архієрейському будинку, що розташовувався біля монашого корпусу, розмістилась Почаївська міська поліклініка. У лаврській друкарні тепер була психіатрична лікарня. Багато організацій та установ, заселених у монастирські корпуси, через близьке розташування до лаври, створювали великий хаос і заважали монахам вести повноцінне монастирське життя. По обителі постійно рухались автомобілі, працівники та відвідувачі даних організацій. Також, із психлікарні лунали викрики хворих, вікна палат яких виходили у бік монастиря, що у свою чергу заважало здійсненню богослужінь у розташованому поблизу Троїцькому соборі. До того ж, влада застосовувала психологічний тиск на ченців. У радянські свята (День конституції, Дні революції, День перемоги) на лаврському корпусі вивішували державні прапори. У обителі влаштовувалися святкові народні демонстрації та паради; а їхні учасники, тримаючи в руках транспаранти з радянськими гаслами та червоні прапори організованими процесіями проходили біля монастирських корпусів, викрикуючи образи на адресу лаври та її насельників. Монахи в той час жили мученицьким життям і перебували в стані ізгоїв, їх часто принижували та позбавляли усіх прав. Але, ченці намагалися уберегти обитель від закриття. Не зважали на заборони, вони таємно діставали будівельні матеріали та час від часу проводили косметичний ремонт лаврських споруд. Адже, влада через поганий зовнішній вигляд, могла закрити їх на реставрацію, що фактично означало конфіскацію.
Зі свого боку і Московська Патріархія намагалась врятувати монастир від закриття. У своєму журналі вона дуже часто друкувала статті про Почаївську Лавру, як про фортецю православ’я у Польській державі та форпост на шляху експансії римського католицизму. Крім того, там вміщувались звіти про архієрейські служіння руських ієрархів у монастирі, котрих часто супроводжували студенти-іноземці Ленінградської Духовної Академії. До того ж Патріархія для привернення уваги світової спільноти до монастиря, запрошує відвідати її церковних та світських закордонних гостей. Тому, 1974 року лавру відвідали предстоятель Японської Автономної Православної Церкви, архієпископ Феодосій (Нагасіма) і єпископ Можайський Миколай (Саяша), представник Московського Патріархату при Токійському архієпископі. У вересні 1974 року до монастиря завітала делегація Національної ради Церков Христа в США.
В 1975 році на Пасху у лаврі служив Божественну літургію по пасхальному чину Патріарх Руминський Юстиніан. У вересні цього ж року перебували митрополит Тріполійський Ілля Курбан (Антіохійська православна церква) з архімандритом Миколаєм Бадаці (Бейрутський вікарій). У травні 1978 року в лаврі побував предстоятель Кіпрської православної церкви архієпископ Хризостом. Того ж року приїжджали представники Ефіопської Церкви. 
Завдяки цим відвідуванням Почаївської лаври, помітно зменшився тиск на її насельників з боку радянської влади. З розмахом святкували 23 липня 1975 року 300-річчя визволення монастиря від турків (під час Збаразької війни 1675 року). Було багато ієрархів, кліриків, паломників, богомольців. Всенічне чування звершувалося з читанням акафіста перед чудотворним образом Почаївської ікони Божої Матері. Великий натовп великою чередою підходив для єлеопомазання. Під час літургії митрополит Львівський і Тернопільський Миколай оголосив слово Святійшого Патріарха Московського Пімена, в якому він дякував всім за спільну молитву і поздоровляв братію лаври зі святом. 1975 року монахам було дозволено провести зовнішню реставрацію храмів і братського корпусу. Також, реставрували галерею навколо Успенського собору та відремонтовано дзвіницю. У 1976-1978 роках реставрували Троїцький собор, у 1978-1980 роках - Успенський собор (1982 року в ньому реставрували живопис та іконостас); також реставрували Печерну церкву на честь святого Іова Почаївського. У випадку з отриманням дозволу реставрувати Троїцький собор монахам довелося піти на хитрощі з уповноваженим у справах релігії, який був некомпетентним у церковній історії (ченці переконали уповноваженого, що в храмі є давній живопис). Взагалі, тоді реставрація торкнулася усіх храмів лаври. Крім того, у цей період помітне відродження в богослужбовому житті монастиря. Часто стало здійснюватися архієрейське богослужіння (на престольні свята приїжджали Екзарх України митрополит Філарет (Денисенко), Львівський архієрей (які вважалися священноархімандритами лаври) та інші архієреї). 
У цей час монастир намагався строго триматися церковних канонів та традицій і виступав проти церковного модернізму, екуменізму та глобалізму. Про це зазначав ігумен Кирило (Сахаров): «Будучи послушником Почаївської Лаври на рубежі 70-х - 80-х років, я познайомився з позицією оптинських старців про відступи останніх часів, про те, що помилки поступово і вкрадливо впроваджуватимуться. Почаївське антиекуменічне загартування супроводжувало мене впродовж усіх подальших років життя. Як, втім, і антиглобалістське. Про брюссельського комп'ютер-звіра я дізнався ще тоді. Може, комусь зараз здасться дивним, але в Почаївській Лаврі основним "генератором" цих настроїв була келія о. Амвросія (Юрасова). Велике враження зробив заповіт прп. Феодосія Печерського. Про новий стиль і новостильниках. Знову ж таки, Почаїв. На Новий рік за новим календарем там ніколи не служили новорічних молебнів і від ієрархів новостильних церков підкреслено дистанціювалися». 
Однак, у 1970–1980 роках лавра все ще була під тиском Радянської влади та КДБ. 1981 року під час обшуку у монастирі радянські органи знайшли заборонену духовну літературу західного видання, яка належала архімандриту Аліпію. Це дало привід владі розправитися з монахами, яких стали викликати на допити і несправедливо звинувачувати у поширенні антирадянської пропаганди. Архімандрит Аліпій Пасхального тижня, після знущань та побиття, під час допитів, помер. Інші ченці були також покарані (наприклад, нинішній митрополит Питирим (Старинський), в той час ієромонах, відсидів 4 роки за антирадянську агітацію). Також, митрополит розповідав про утиски віруючих у 1970-1980-х роках: «У мій час у монастирі була лікарня для психічно хворих. Але, в неї заключали й віруючих людей, які приїхали помолитися Богу у Почаївську лавру. На території монастиря підходили кадебісти та говорили: «Пройдіть з нами» і вели людей у божевільню. Я інколи з вікон чув голоси: «Допоможіть, рятуйте!» Тоді доводилося іти до знайомого головного лікаря (він був моїм земляком) і говорити: «Шановний лікарю! Ця людина — мій знайомий. Звільніть його, він не психічно хворий». Він мені відповідав: «Забирай його, тільки нікому не говори». Тоді ж, 1981 року, лавру, також, змушений був покинути ігумен Амвросій (Юрасов); в майбутньому відомий духовний письменник і церковний діяч. А весною 1985 року представники вищої київської влади разом з Всесоюзним Комітетом Державної Безпеки розпорядилися зупиняти всі автобуси, що прямували до Лаври, щоб люди не змогли відсвяткувати в ній Пасху. Гоніння радянської влади на монастир і ченців зникає з приходом у 1985 році до влади Михайла Горбачова. Лаврі поступово повертають відібрані будівлі і Почаївська обитель почала відроджуватися. Серед головних причин того, чому Почаївська лавра витримала радянські репресії в основному називаються декілька причин: 1)Божа воля щодо монастиря; 2)перебування монастиря до початку Другої світової війни в складі Польщі, де лавра уникла жорстоких гонінь, яким піддалася Православна Церква, і зокрема монастирі, з боку радянської влади у 1920-1930-х років; 3)у надзвичайній мужності, терпінні та згуртованості насельників лаври (багато з них пройшли війну, тому їх важко було залякати).

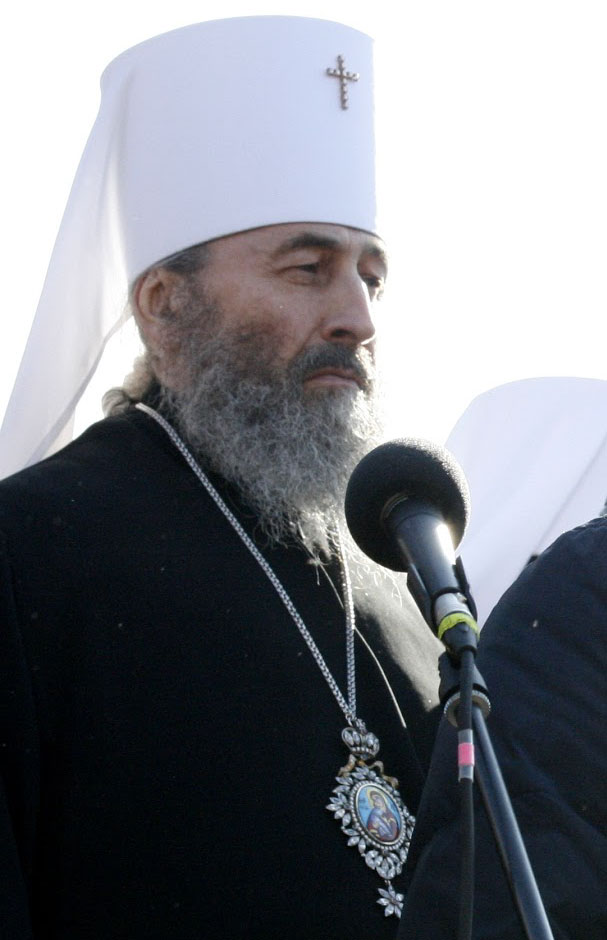
Київський митрополит Онуфрій (Березовський) - намісник лаври у 1988–1990 роках

У період Перебудови (1985-1991 роки) відбувається відродження лаври в усіх сферах її життя. Проводяться масштабні реставрації приміщень, які повернула влада монастирю в дуже поганому стані. Відновлюється краса лаврських богослужінь (раніше, через заборони та утиски, служби проводилися скромно), вводяться раніше заборонені богослужбові традиції, святкові хресні ходи, богослужбові обрядові дії та ін. Монастир починає відвідувати велика кількість паломників. У 1985-1988 роках намісником лаври був архімандрит Марк (Петровцій). У серпні 1987 року Почаївську Лавру відвідав Константинопольський Патріарх Димитрий I, де він звершив Божественну літургію. В цей же час, лавра готувалася до святкування 1000-літнього ювілею Хрещення Русі (реставрували багато монастирських храмів і будівель). 1988 року під час урочистого святкування 1000-ліття Хрещення Русі в Лаврі зібралося багато тисяч паломників, а Божественну літургію служив цілий сонм ієрархів на чолі з Блаженнійшим Василієм, митрополитом Варшавським і всієї Польщі. Тоді ж лаврі був наданий дозвіл на прописку молодих послушників і монахів, те, в чому влада відмовляла вже десятки років. Число монастирської братії знову почало зростати. Також, у той період Почаївська лавра зблизилася з Троїце-Сергієвою Лаврою. Чисельність почаївскої братії в цей час трохи збільшилась за рахунок іноків Сергієвої обителі. Студенти Московських Духовних шкіл по їх закінченні також приймали в Лаврі монаший постриг. Вже в ті роки Почаївська Лавра ставала однією з головних святинь православного світу. Крім цього, монахи Почаївської лаври брала активну участь у відродженні монастирів, котрі повертались Православній Церкві. Зокрема, ченці допомагали відродженню Гошівського монастиря, що в Івано-Франківській єпархії. 
5 серпня 1990 року Лавра святкувала 750-ліття з дня заснування. Новообраний Патріарх Московський Алексій II очолив святкові урочистості. Це було перше в історії відвідування Московським Патріархом Почаївської Лаври. В даний час у лаврі за благословінням намісника архімандрита Онуфрія (Березовського) (1988–1990 роки) почали з'являтися перші друковані видання про життя обителі, був відкритий Свято-Духівський скит, з'явилася недільна школа, монахів почали запрошувати для викладання Закону Божого у місцевій середній школі, а дитячий хор на Богослужіння у лаврі. У січні 1991 році в приміщенні колишнього лаврського готелю, після звільнення його від музею атеїзму, було відкрите духовне училище (з 1994 року Духовна семінарія), що готувало священнослужителів, псаломщиків та регентів для західних єпархій України. Почаївська Лавра відроджувалась також і як просвітницький центр.

## Незалежна Україна
У грудні 1990 року намісником лаври повторно стає єпископ Яків (Панчук) (раніше був намісником у 1972-1984 роках). Він хотів, щоб монастир отримав ставропігію (підлягав управлінню лише Київському митрополиту) і змушував членів Духовного собору лаври підписати прохання про підпорядкування монастиря київському митрополиту Філарету (Денисенку) та виключення з-під влади Тернопільського єпископа. Але, монахи запротестували проти цього. При єпископі Якові благочинним монастиря був ігумен Петро (Петрусь), що хотів перевести богослужіння на українську мову і, за згодою єпископа Якова, намагався ввести під час недільного богослужіння читання Євангелія українською мовою. Але, монахи лаври виступили проти, бажаючи строго додержуватися богослужіння церковнослов'янською мовою. У середині березня 1992 року ігумен Петро (Петрусь) таємно покинув лавру і втік до Львова, де приєднався до УАПЦ. 1992 року намісник Почаївської лаври єпископ Яків (Панчук) підтримав митрополита Філарета (Денисенка) у відокремленні від Української православної церкви (Московського патріархату), яке пізніше переросло у так званий «розкол» в середині Української Православної Церкви. Намісником лаври він пропагував серед монахів ідею створення незалежної Української Православної Церкви, але братія Лаври негативно ставилася до цього. Поступово конфлікт досяг свого апогею на свято Вознесіння 1992 року, коли Яків самовільно став поминати Патріарха Константинопольського, знятого з посади митрополита Київського і всієї України та позбавленого сану (Харківським собором єпископів Української православної церкви Московського патріархату) Філарета (нині Патріарх Київський і всієї Руси-України УПЦ КП) і Президента України Леоніда Кравчука. Після літургії, під час обіду в трапезній братія зажадала у Якова пояснити ці нововведення, відповіді на це намісник не дав, пригрозивши в разі непокори братії правоохоронними органами. Вночі братія вдарила в набат, увійшла до покоїв Якова разом з групою богомольців і без насилля попрохала покинути монастир, і з урочистим співом братії «Достойно есть» єпископу Якову з монахами однодумцями довелося залишити монастир.

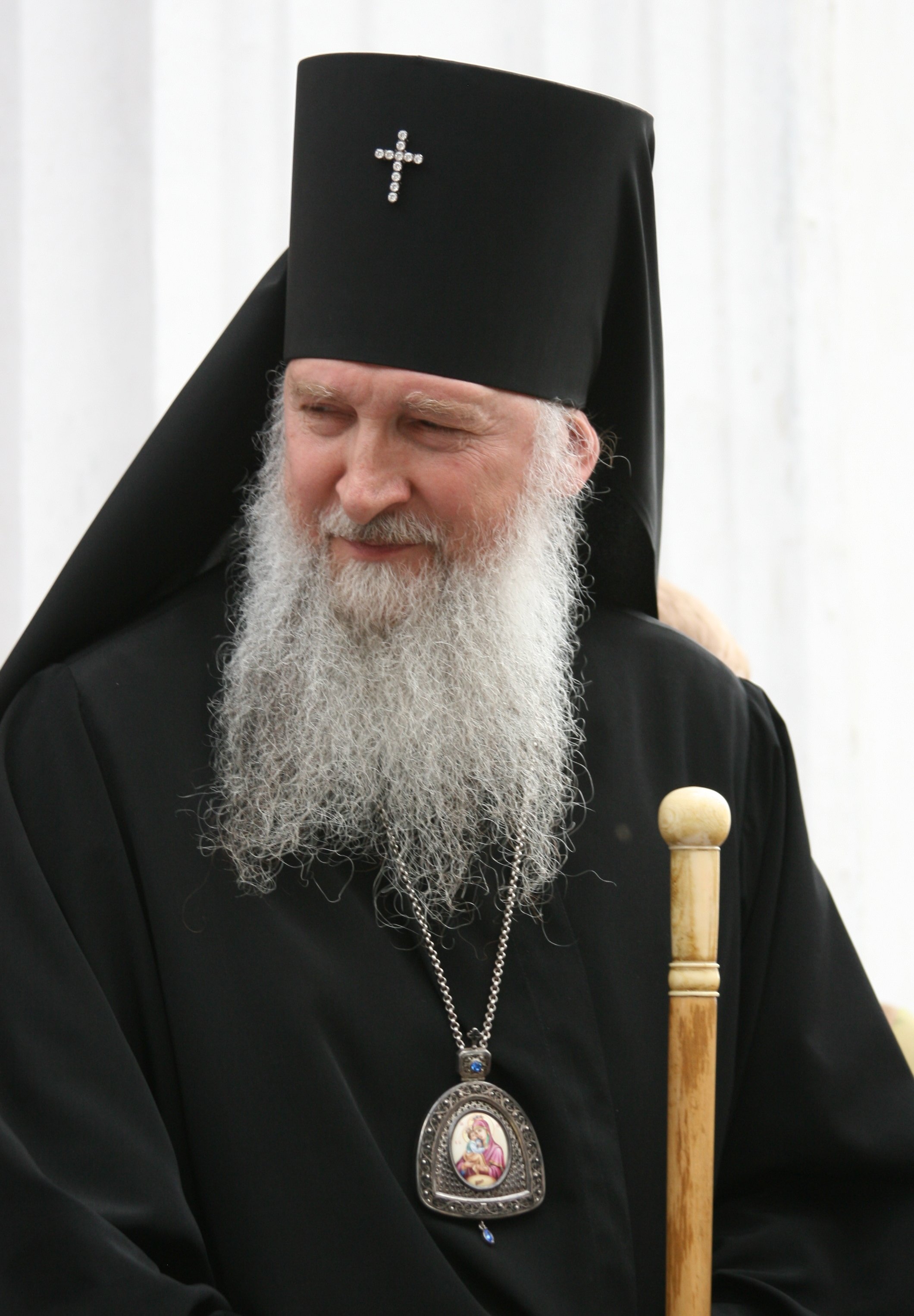
Єпископ Феодор (Гаюн)

Новим намісником Лаври був вибраний ієромонах Феодор (Гаюн), в тому ж 1992 році на свято Почаївської ікони Божої Матері возведений в сан єпископа. Під час його намісництва Лаврі були повернені частина її колишніх угідь, сади і деякі монастирські будівлі. Колишній музей атеїзму перетворили на Богословску школу, перетворену в 1994 році у Почаївську Духовну семінарію. Колишня психіатричну лікарню почали перебудовувати під готель для паломників. На початку 1990-их років були взяті з лаврської бібліотеки і спалені, як непотрібні, книжки, що зберігали історію Лаври і цінуються українськими лінгвістами, серед них книга С. Антоновича (Семена Антоновича Жука) «Короткий історичний нарис Почаївської Успенської лаври» та книга Іларіона (Огієнка) «Свята Почаївська Лавра». 12-13 лютого 1994 року в обителі проходила науково-богословська конференція «Римський католицизм і православний світ», спрямована на консолідацію православних сил проти експансії католицизму та унії. У ній брали участь представники різних Православних Церков світу. 
1996 року владика Феодор був звільнений з посади намісника (в 1997 році владику Феодора було переведено на Кам'янець-Подільську єпископську кафедру) і братія обрала своїм намісником архімандрита Володимира (Мороза). Одразу ж після його обрання сталася важлива зміна у статусі монастиря: він став ставропігіальним, тобто підпорядкованим управлінню тільки Блаженнійшого митрополита Київського (тоді — митрополита Володимира (Сабодана)). З приходом нового намісника в Лаврі розпочався новий найінтенсивніший етап ремонтних і будівельних робіт: відновлення Успенського собору, реставрація дзвіниці, вимощення двору перед Троїцьким собором. Також відбулося відновлення готелю для паломників, зведення двох мельниць, улаштування монастирського саду і пасіки, відкриття різноманітних майстерень, бетонування дороги та інше. У 1997 році керівництво лаври організувало хресний хід з Почаївською іконою Божої Матері по західному регіону України. Він був спрямований проти розколу в українському Православ'ї, за припинення конфліктів між українцями (представниками різних релігійних організацій) та для духовної підтримки православних. Того ж року у монастирі відзначали 400 років перенесення Почаївську ікону Божої Матері із замку меценатки Анни Гойської до лаври. На місці камінного помешкання Гойської, де зберігалась ікона, монахи встановили та освятили ювілейний хрест-пам’ятник, а в монастирі збудували каплицю в честь ювілею. 3-5 листопада 1998 року у лаврі проходила Міжнародна церковно-мирська конференція «Україна на порозі третього тисячоліття: духовність, наука, просвітництво, культура». В її роботі брали участь понад 200 вчених та богословів із різних країн світу. У 1998 році монастир відвідав Президент України Леонід Кучма, який розпорядився повернути обителі всі будівлі, відібрані у неї комуністами. 11 січня 2000 року у лаврі освячено каплицю, збудовану на честь 2000-літнього ювілею християнства. Також, в честь ювілею на лаврському дворі була побудована і освячена нова дзвіниця. З 2000 року братія лаври отримала право на безкоштовну оренду приміщень монастиря, які до того перебували в платній оренді ченців.
3 квітня 2002 року Священний синод Української православної церкви (Московського патріархату) ухвалив рішення прославити у лику святих почаївського старця — схиігумена Амфілохія. Чин прославлення преподобного Амфілохія у лику святих був здійснений митрополитом Київським Володимиром у неділю 12 травня 2002 року в Успенському храмі Почаївської Лаври; 13 травня мощі преподобного були перенесені з Успенського собору в розташовану під ним церква - крипту преподобного Іова Почаївського, де спочивають поруч з мощами останнього.

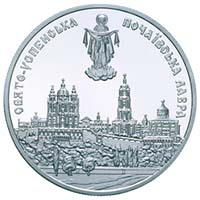
Пам'ятна монета НБУ присвячена лаврі

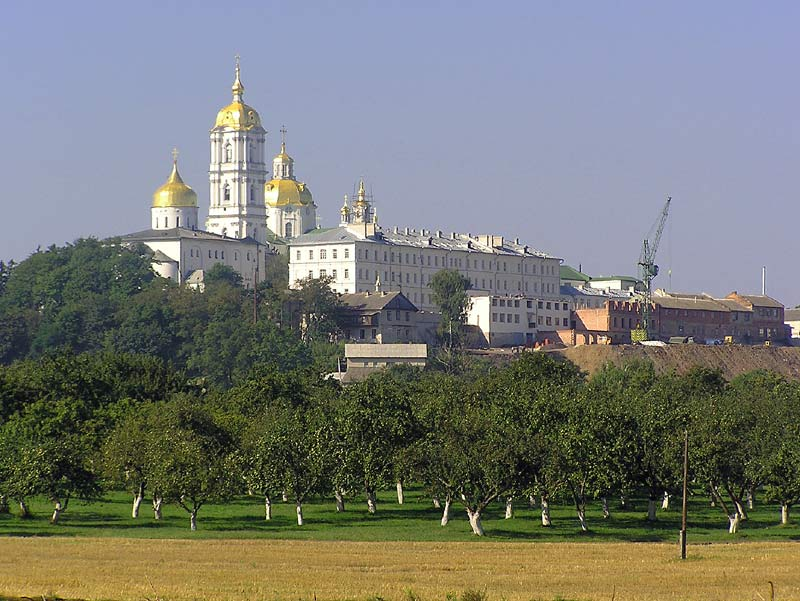
Почаївська лавра у 2005 році

17 липня 2003 року уряд тодішнього прем'єр-міністра Віктора Януковича прийняв розпорядження № 438-р «Про виключення зі складу Кременецько-Почаївського державного історико-архітектурного заповідника споруд Почаївської Свято-Успенської лаври», лавру передали на 49 років у безкоштовне користування представникам УПЦ МП. Це викликало невдоволення націоналістично настроєних українців, які виступають проти Московського патріархату. Тому, як зазначають представники УПЦ МП, восени 2003 року деякі політики за допомогою бійців УНА-УНСО планували захопити лавру і, навіть, підвезли до монастиря своїх людей. Але, на захист святині з'їхалися значні сили козаків із різних куточків України (Волині, Запоріжжя,  Харкова) і націоналісти не наважилися на захоплення. Також, тема про повернення лаври у склад заповідника час від часу піднімалася політичними діячами. Наприклад, 27 серпня 2009 року депутати Тернопільської облради на своїй сесії ухвалили рішення про створення «тимчасової контрольної комісії з перевірки законності передачі храмового комплексу в Почаєві УПЦ МП, а також про дотримання Московським Патріархатом земельного і міграційного законодавства України». Ініціаторами цього рішення стали фракції праворадикальних націоналістичних партій. Депутати підняли це питання після відвідування Почаївской лаври патріархом Московським Кирилом 5 серпня, під час його пастирського і паломницького візиту на Україну. Пізніше, на сесії Тернопільської облради 11 лютого 2010 року депутати звернулися до прем'єр-міністра Юлії Тимошенко з вимогою відмінити рішення, яким лавру вилучили із складу заповідника, у складі якого вона була до 2003 року. «Зараз Почаївська лавра стала в Тернопільській області осередком українофобства», - заявив заступник голови облради Олег Боберський. На доказ цього він навів такі твердження: «Літургії ведуться російською мовою, література друкується російською мовою. Ченці лаври вороже відносяться до представників інших конфесій, зокрема до православних „Київського патріархату“». Між тим, на офіційних сайтах УПЦ МП дещо спростували дані твердження: «...в реальності богослужіння в Почаєві здійснюються на церковно-слов'янській мові, проповіді вимовляються на українській, література також видається на українській, і лише привозні видання з Росії, що продаються в лаврській книжковій крамниці, можна віднести до російськомовних».  Також на сесії 11 лютого члени комісії, яка займалася вивченням процесу передачі лаври і її діяльністю, заявили, що зараз на території лаври проводиться незаконний видобуток будматеріалів і на території Кременецкого району, де знаходиться лавра, варта порядку постійно виявляє іноземних громадян з Росії, Молдови і інших країн СНД, які знаходяться там з порушенням міграційного законодавства. Займалися депутати і можливістю перебування на території лаври представників російських спецслужб. Проте членам тимчасової комісії в процесі роботи не вдалося ні підтвердити, ні спростувати ці дані. На базі цих висновків облрада ухвалила рішення під № 882 «Про клопотання Свято-успенської Почаївської Лаври від 10 листопада 2009 роки № 64 про надання гірського відведення для користування Почаївським родовищем будівельних пісків» про заборону видобутку піску Почаївській лаврі. У відповідь на ухвалені Тернопільською облрадою рішення щодо Почаївської Лаври, намісник монастиря архієпископ Володимир звернувся з листом в прокуратуру Тернопільської області. Як відзначається в листі на ім'я прокурора Тернопільської області І. Мельничука, обласна рада своїми рішеннями про створення комісії та видобуток піску порушила Конституцію і Закон України «Про місцеве самоврядування». Намісник звернувся до прокурора області з проханням дати правову оцінку рішенням Тернопільської обласної ради, перевірити інформацію комісії, яка стали основою для їх прийняття, а також опротестувати, відповідно до Закону України "Про прокуратуру", рішення, як що не відповідають вимогам Конституції України і Закону України "Про місцеве самоврядування". Також владика зазначив, що комісія не належним чином провела перевірку.
Протягом 2010-2012 років братія монастиря неодноразово зверталася до керівництва держави з проханням враховувати права вірян у наданні їм законодавчого права жити, достатньо задовольняючи свої потреби у суспільстві, без ідентифікаційних номерів, універсальних електронних карток і біометричних паспортів в межах своєї держави. У 2010 році намісником і ченцями відсилалися листи до влади з приводу прийняття нового Податкового кодексу, де було закріплене примусове прийняття громадянами ідентифікаційних номерів (цього не було в попередньому Податковому кодексі). У 2011 та 2012 роках монастир звертався до президента з листами проти введення в Україні біометричних паспортів (2011 року президент Віктор Янукович наклав вето на відповідний законопроєкт, але у 2012 році його схвалив під новою редакцією) . Також, монахи зверталися до влади з листами проти примушування вірян давати згоду на збір і обробку своїх персональних даних.
Також, в цей період лавра підтримувала законопроєкти № 9105 «Про внесення змін до Закону України «Про перелік пам’яток культурної спадщини, які не підлягають приватизації» (щодо виключення із Переліку будівель Почаївської Лаври)» від 6 вересня 2011 року та №9690 «Про повернення об’єктів культурної спадщини релігійним організаціям» від 12 січня 2012 року. Дані законопроєкти мали б повернути територію і будівлі Почаївської лаври Українській Православній Церкві Московського патріархату, але вони не були схвалені Верховною Радою. У свою чергу на прес-конференції 24 лютого 2012 року намісник Почаївської Лаври архієпископ Почаївський Володимир додав, що зареєстрований законопроєкт є ні чим іншим, як відновленням історичної справедливості. «Ми не претендуємо на чуже, ми просимо, щоб повернули церковне майно Церкві, просимо відновлення історичної справедливості, — зокрема наголосив владика. — Ми знаємо, що все, що розташовано на Почаївській горі, було збудовано руками монахів та іноків Почаївської Лаври, які заселяли пустинні місця та печери для усамітнення та молитов. Так що все монастирське майно та будівлі є власністю монастирської сім’ї. Не дивлячись на те, що воно було монастирським, його конфіскували та ще й брали орендну плату» .

10 травня 2013 року в п'ятницю відбулося відкриття і відслужена перша служба у новозбудованому Преображенському соборі Почаївської лаври, який будувався з 2009 по 2013 роки. Конкурсний проєкт храму був розроблений за програмою Всеукраїнського відкритого конкурсу на найкраще архітектурно-просторове рішення будівництва. У свою чергу намісник Лаври, митрополит Почаївский Володимир сказав: «Двоє великих соборів Лаври, Троїцький і Успенський, вимагають капітальної реставрації. Але якщо хоч би один з них закрити, то ніде буде проводити недільні і святкові служби, щоб помістити в храмах усіх охочих. Тому зусиллями прихожан за чотири роки був побудований новий храм». Однак, новий храм, який своїми розмірами більший від Успенського собору 1783 року, як заявляють деякі фахівці зруйнував архітектурне середовище[джерело?]).
11 травня 2013 року лавра звернулася з листом до Верховної Ради, де виступила проти законопроєкту № 2342 «Про внесення змін до деяких законодавчих актів України щодо запобігання та протидії дискримінації в Україні» від 19 лютого 2013 року (стосувався надання прав секс-меншинам), засудивши його, як такий що легалізує содомські гріхи і надає право пропагувати ці ж гріхи у суспільстві.   
На думку деяких дослідників, станом на 2013 лавра — осередок, який об'єднує найконсервативніші елементи в Московському патріархаті. Лавра станом на травень 2014 року — «русский мир» посеред «бандерівців». 
Під час Революції гідності та конфлікту на Сході України навколо Почаївської лаври розгортаються значні скандали та провокації. Особливо гострою була ситуація 24-25 лютого 2014 року, коли біля лаври було облаштовано блок-пости у складі добровольців місцевих загонів самооборони з метою перешкодити імовірному вивезенню святинь та інших цінностей з Лаври (також серед патріотично настроєних українців поширювалися неправдиві чутки про переховування у монастирі скинутого президента Віктора Януковича і 200 тітушок). Увечері, 24 лютого 2014 року, в лавру стало поступати багато дзвінків про підготовлену провокацію в Почаєві. Як зазначено на сайті лаври: «сенс провокації був передбачений в тому, що діти і жінки, яких привезуть, повинні зайти в один з храмів Почаївської Лаври і звідти не виходити. Далі, коли чергові попросять приїжджих залишити храм, планувалося влаштувати шум, який журналісти обов'язково повинні зафіксувати на фото-, відеоапаратуру і з відповідними коментарями запустити в ЗМІ». В цей же час на хвилі антиросійських настроїв деякі політики, суспільні діячі та духовенство традиційних конфесій України висловили думки про те, щоб відібрати лавру в УПЦ МП і передати її Київському патріархату. Дізнавшись про це 25 лютого, православні віряни (представники УПЦ МП) почали з самого ранку збиратися в Лаврі і після того, як дізналися про виїзд з Тернополя автобусів з провокаторами, заблокували центральний вхід в монастир, утворили щільну живу стіну перед вхідними Святими воротами монастиря та служили акафісти. В цей час до лаври прибула велика кількість патріотично настроєних громадян, представників українських націоналістично-патріотичних організацій і представників духовенства та мирян Київського патріархату й інших релігійних організацій. Спочатку вони хотіли пройти у лавру, але монахи закрили ворота монастиря, побоюючись впустити велику кількість агресивно налаштованих людей. Тому, побачивши обстановку, що склалася (зокрема і непідтвердження неправдивих чуток), противники Московського патріархату не пішли на загострення конфлікту і помолившись біля пам'ятника Степана Бандери, роз'їхалися. Представники Московського патріархату вважають, що цю провокацію влаштували представники Київського патріархату, які бажали захопити для себе Почаївську лавру.
У травні 2014 року депутати Тернопільської облради звернулись до уряду з вимогою повернути архітектурному комплексові «Почаївська лавра» статус державного заповідника і скасувати постанову уряду прихильника «русского міра». 15 жовтня 2015 року Тернопільська обласна рада на засіданні чергової сесії більшістю голосів ухвалила проєкт звернення до президента та уряду України, в якому йшлося про необхідність передачі Почаївської лаври у власність Кременецько-Почаївського історико-архітектурного заповідника і відкрити монастир «для проведення богослужінь усіма релігійними общинами України». Дане засідання було відкрите молитвою священика із Київського патріархату Анатолія Зінкевича. У свою чергу серед духовенства Української Православної Церкви Московського патріархату (у чиєму віданні перебуває лавра) негативно поставилися до даної пропозиції. 12 травня 2016 року Тернопільська обласна рада знову звернулася до президента та уряду України з проханням передати Почаївську лавру у власність Кременецько-Почаївського заповідника.

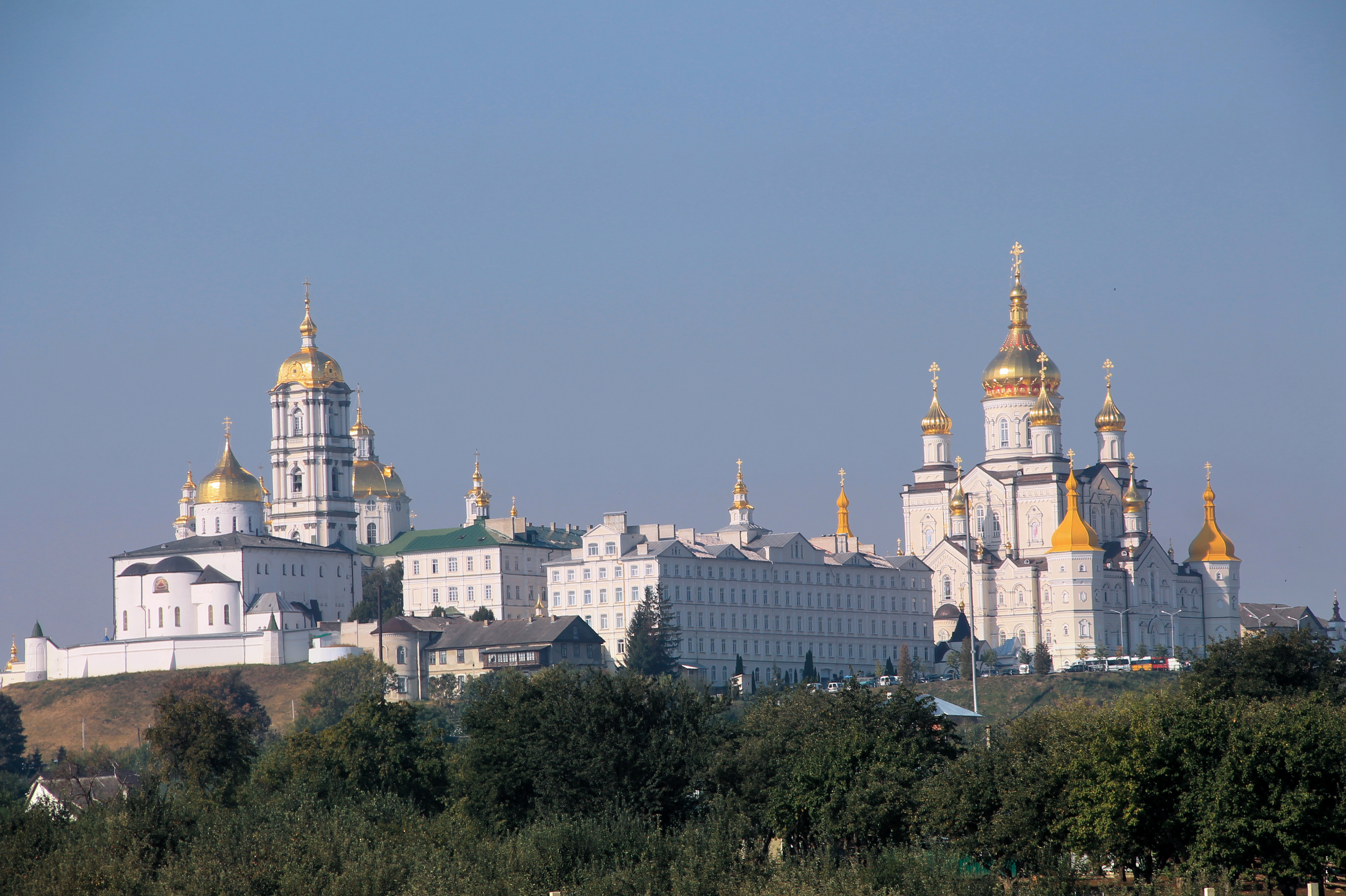
Почаївська лавра. 2015 рік

Як виявили журналісти ТСН у березні 2015 року під прикриттям Почаївської лаври сепаратисти друкували антиукраїнську літературу на Заході країни. У свою чергу намісник лаври митрополит Володимир в інтерв'ю ТСН заявив, що про таку літературу не знав і що його Церква жодних «цілей антидержавних» не переслідує. Також владика пообіцяв, що дізнається, хто, прикрившись його іменем та благословенням, вирішив через церкву поширювати антиукраїнські ідеї серед прихожан. З подібними скаргами на літературу до Служби безпеки України з 2014 по 2016 роки надійшли два депутатських звернення та одне звернення від громадянина з проханням перевірити ситуацію в Почаївській лаврі. 17 травня 2016 року на запит з цього питання СБУ відповіла сайту ukr.obozrevatel.com: «Після вивчення ситуації повідомляємо, що опубліковані в ЗМІ дані не є свідченням наявності ознак злочинів, досудове розслідування яких відповідно до ст. 216 Кримінально-процесуального кодексу України підслідне СБУ».
22 липня 2015 року намісник Почаївської лаври митрополит Володимир звернувся до президента України Петра Порошенка, голови СБУ та голови МВС щодо перевірки інформації та протидії в найближчий час імовірних провокацій і захоплення лаври шляхом завезення на територію монастиря вогнепальної зброї з маркуванням «ДНР» і «ЛНР», після чого провокатори повинні були б виявити цю зброю і через це закликати до захоплення лаври. При цьому планується завезення великої кількості осіб та представників громадських організацій, які повинні були б захопити лавру насильницьким способом. Після відправлення цих листів і повідомлення православної спільноти про ці побоювання провокації не відбулися.
15 жовтня Тернопільська обласна рада на засіданні чергової сесії більшістю голосів ухвалила проєкт звернення до президента та уряду України, в якому йшлося про необхідність передачі Почаївської лаври у власність Кременецько-Почаївського історико-архітектурного заповідника і відкрити монастир «для проведення богослужінь усіма релігійними громадами України». Дане засідання було відкрите молитвою священика із Київського патріархату Анатолія Зінкевича. У свою чергу серед духовенства Української Православної Церкви Московського патріархату (у чиєму віданні перебуває лавра) негативно поставилися до даної пропозиції.
29 січня 2016 року ввечері під час гасіння пожежі в будинку милосердя для літніх людей загинув економ лаври архімандрит Іов (Стратулат). У Лаврі прокоментували, що отець Іов за благословення намісника обителі митрополита Володимира виїхав з місцевою пожежною бригадою на займання будинку милосердя. Під час гасіння пожежі священик був вимушений вийти на проїжджу частину, де його збив мікроавтобус. З важкими тілесними ушкодженнями архімандрит Іов помер по дорозі в лікарню, у кареті швидкої допомоги.
На початку червня 2016 року братія лаври опублікувала звернення до православних вірян у зв'язку з майбутнім проведенням 16-27 червня Всеправославного собору. Монахи підтримали критичні зауваження та пропозиції деяких православних церков та їх представників щодо окремих пунктів сумнівного з православної і святоотцівської точки зору документу майбутнього собору «Відносини Православної Церкви з іншим християнським світом». Ченці завірили, що «і далі робитимуть усе можливе для того, щоб в храмах лаври віруючий народ отримував Божественну Благодать в Таїнствах святої Православної Церкви, яка заснована Самим Христом Спасителем, Догмати якої закріплені святими отцями в рішеннях семи Вселенських соборів і не потребують який-небудь змін. Адже Божественна Істина досконала і незмінна. А нам Спаситель світу довірив її зберігати і проповідувати, а не "допрацьовувати"». Твердо віруємо, що Господь наш Ісус Христос збереже свою Церкву непоколебиму і непреобориму».
9 липня 2016 року о шостій годині ранку, відразу після молебну, з Почаївської лаври понад 5 тисяч православних вірян вирушили у Всеукраїнський Хресний хід миру, любові та молитви за Україну. Молитовну ходу очолили намісник лаври митрополит Почаївський Володимир, митрополит Тернопільський і Кременецький Сергій (Генсицький) та ректор Почаївської духовної семінарії єпископ Серафим (Залізницький). У своєму зверненні до вірян митрополит Володимир зазначив, що: «Тільки через спільну молитву та фізичний подвиг, ми зможемо впросити Милостивого Господа почути наші прохання. Хресна хода, у всі часи була спасительною для душі. Наші предки завжди вдавалися до хресних походів, аби врятувати міста від епідемій хвороб, нападів ворога. Отож, будемо сподіватись, що й тепер Господь зглянеться і пошле мир та спокій у державу». Протягом цього хресного ходу з Почаєва до Києва братія монастиря роздавала подорожнім просфори та свячену воду. Усю дорогу хрестоходці також мали можливість молитися разом із священиками, котрі читали акафісти і канони, і монастирським хором. Ченці подбали про озвучення, приладнавши колонки на вантажівку.

## Намісники монастиря в Новітній період
1. Архімандрит Паїсій (1912—1920)
2. Архімандрит Дамаскін (Малюта) (1920—1931)
3. Архімандрит Паїсій (1931 (повторно))
4. Архімандрит Никодим (Гонтаренко) (1931—1932)
5. Архімандрит Пантелеймон (Рудик) (1931—1940)
6. Архімандрит Панкратій (Гладков) (1941—1943)
7. Архімандрит Панкратій (Кашперук) (1943—1946)
8. Архімандрит Єлисей (Абрамчук) (1946)
9. Архімандрит Іосиф (Забарний) (1946—1950)
10. Архімандрит Іннокентій (Леоферов) (1950—1953)
11. Архімандрит Севастіан (Пилипчук) (1953—1962)
12. Ігумен Варфоломій (Бабяк) (1962—1964)
13. Архімандрит Августин (Шкварко) (1964—1970)
14. Архімандрит Самуїл (Волинець) (1971—1974)
15. Архімандрит Яків (Панчук) (1974—1982)
16. Архімандрит Миколай (Шкрумко) (1982—1985)
17. Архімандрит Марк (Петровцій) (1985—1988)
18. Архімандрит Онуфрій (Березовський) (1988—1990)
19. Єпископ Яків (Панчук) (1990—1992)
20. Єпископ Феодор (Гаюн) (1992—1996)
21. Митрополит Володимир (Мороз) (з 1996)